# Velika geografska odkritja
Doba odkritij ali doba raziskovanj (približno od začetka 15. stoletja do konca 18. stoletja) je neformalni in ohlapno opredeljen izraz za obdobje evropske zgodovine, v katerem so se obsežna čezmorska raziskovanja izkazala kot močna v evropski kulturi in ki je bil začetek globalizacije. Označuje tudi vzpon obdobja razširjenega sprejemanja kolonializma in merkantilizma v Evropi kot nacionalnih politik. V tem obdobju so jih odkrili številni, doslej neznani Evropejci, čeprav jih je večina že bila naseljena. Z vidika mnogih neevropejcev je doba odkritij zaznamovala prihod napadalcev iz prej neznanih celin.
Globalno raziskovanje se je začelo s portugalskimi odkritji atlantskih arhipelagov Madeire in Azorov leta 1419 in 1427, afriške obale po letu 1434 in morske poti v Indijo leta 1498; in Kastiljske krone (Španija), čezatlantska potovanja Krištofa Kolumba v Ameriko med letoma 1492 in 1502 ter prvim obplutjem sveta v letih 1519–1522. Ta odkritja so privedla do številnih pomorskih ekspedicij preko Atlantika, Indijskega in Tihega oceana ter kopenskih odprav v Amerikah, Aziji, Afriki in Avstraliji, ki so se nadaljevale v poznem 19. stoletju in končale z raziskovanjem polarnih regij v 20. stoletju.
Evropsko raziskovanje tujine je privedlo do vzpona globalne trgovine in evropskih kolonialnih imperijev, s stikom med starim svetom (Evropa, Azija in Afrika) ter Novim svetom (Ameriki in Avstraliji), ki je ustvaril kolumbovsko izmenjavo, širok prenos rastlin, živali, hrane, človeških populacij (vključno s sužnji), nalezljivih bolezni in kulture med vzhodno in zahodno poloblo. To je predstavljalo eno najpomembnejših svetovnih dogodkov na področju ekologije, kmetijstva in kulture v zgodovini. Doba odkritij in poznejše evropsko raziskovanje je omogočilo globalno kartiranje sveta, kar je privedlo do stika z novimi svetovnimi nazori in oddaljenimi civilizacijami, hkrati pa je vodilo k širjenju bolezni, ki so zdesetkale prebivalstvo, ki prej ni bilo v stiku z Evrazijo in Afriko ter zasužnjevanje, izkoriščanje, vojaško osvajanje in gospodarsko prevlado Evrope in njenih kolonij nad avtohtonimi prebivalci. Omogočila je tudi širjenje krščanstva po vsem svetu: s širjenjem misijonske dejavnosti je sčasoma postala največja svetovna religija. 

## Pregled
Podrobnosti so v tabeli:
| Glavna odkritja/ Cilj                          | Glavni raziskovalec          | Leto | Financiranje s strani             |
| ---------------------------------------------- | ---------------------------- | ---- | --------------------------------- |
| Reka Kongo                                     | Diogo Cão                    | 1482 | Ivan II. Portugalski              |
| Rt dobrega upanja Indjski ocean                | Bartolomeu Dias              | 1488 | Ivan II. Portugalski              |
| Zahodna Indija                                 | Krištof Kolumb               | 1492 | Ferdinand in Izabela              |
| Indija                                         | Vasco da Gama                | 1498 | Manuel I.                         |
| Brazilija                                      | Cabral                       | 1500 | Manuel I.                         |
| Otoki začimb Avstralazija (Zahodni Tihi ocean) | Albuquerque, Abreu in Serrão | 1512 | Manuel I.                         |
| Tihi ocean                                     | Vasco Balboa                 | 1513 | Ferdinand II. Aragonski           |
| Magellanov preliv                              | Magellan                     | 1520 | Karel I. Španski                  |
| Plovba okoli sveta                             | Magellan in Elcano           | 1522 | Karel I.                          |
| Avstralija                                     | Willem Janszoon              | 1606 | Nizozemska vzhodnoindijska družba |
| Nova Zelandija                                 | Abel Tasman                  | 1642 | Nizozemska vzhodnoindijska družba |
| Antarktika                                     | James Cook                   | 1773 | Jurij III. Britanski              |
| Havaji                                         | James Cook                   | 1778 | Jurij III.                        |

Portugalci so začeli sistematično raziskovati atlantsko obalo Afrike od leta 1418 pod pokroviteljstvom princa Henrika. Pod njegovim vodstvom so Portugalci razvili novo, mnogo lažjo ladjo, karavelo, ki bi lahko plula še dlje in hitreje, predvsem pa je bila zelo okretna in lahko plula veliko bližje vetru ali v veter. Leta 1488 je Bartolomeu Dias po tej dosegel Indijski ocean. Leta 1492 so katoliški monarhi iz Kastilije in Aragonije financirali načrt Krištofa Kolumba, da bi plul na zahod, da bi dosegel Indijo s prečkanjem Atlantika. Pristal je na kontinentu, ki ga Evropejci niso odkrili in ki ga vidijo kot nov svet, Amerike. Da bi preprečili konflikt med Portugalsko in Kastilijo (krono, pod katero je Kolumb potoval), je bila podpisana Tordesilljska pogodba, ki je svet razdelila na dve regiji raziskovanja, kjer je vsak imel izključno pravico zahtevati novo odkrito zemljišče.
Leta 1498 je portugalska ekspedicija, ki jo je vodil Vasco da Gama, dosegla Indijo s plovbo okoli Afrike in tako odprla neposredno trgovino z Azijo. Medtem ko so bile druge raziskovalne flote poslane iz Portugalske v Severno Ameriko, je Portugalska flota (Armadas da iandia) v naslednjih letih razširila tudi to vzhodno oceansko pot, sčasoma se je dotaknila Južne Amerike in tako odprla krog od Novega sveta do Azije (od leta 1500, pod poveljstvom  Cabrala) in raziskovala otoke v južnem Atlantiku in južnem Indijskem oceanu. Kmalu so Portugalci odpluli proti vzhodu, do dragocenih Otokov začimb leta 1512 in pristali na Kitajskem eno leto kasneje. Leta 1513 je španski Vasco Núñez de Balboa prečkal Panamsko ožino in dosegel "drugo morje" iz Novega sveta. Tako je Evropa prvič leta 1512 dobila novice o vzhodnem in zahodnem Pacifiku v enoletnem razponu okoli. Raziskovanje Vzhoda in Zahoda se je leta 1522 prekrivalo, ko je kastiljsko (špansko) ekspedicijo vodil portugalski pomorščak Ferdinand Magellan in kasneje španski baskovski pomorščak Juan Sebastián Elcano, ki je plul proti zahodu in dokončal prvo obplutje sveta, medtem ko so španski osvajalci raziskovali notranjost obeh Amerik, kasneje pa tudi nekatere južnopacifiške otoke.
Od leta 1495 sta Francozi in Angleži in mnogo kasneje Nizozemci vstopili v raziskovalno dirko po tem, ko so spoznali te podvige in se uprli Iberskemu monopolu na pomorsko trgovino z iskanjem novih poti, najprej na zahodne obale Severne in Južne Amerike. Prve angleške in francoske odprave (začenši s prvo odpravo Johna Cabota leta 1497 na sever, v službi Anglije, sledijo francoske odprave v Južno Ameriko in kasneje v Severno Ameriko) in v Tihi ocean okoli Južne Amerike, vendar sčasoma sledijo Portugalci okoli Afrike v Indijskem oceanu. Sledijo odkritje Avstralije leta 1606, Nove Zelandije leta 1642 in Havajev leta 1778. Medtem, od 1580 do 1640, so Rusi raziskovali in osvojili skoraj vso Sibirijo in v 1730-ih Aljasko.

## Ozadje

### Vzpon evropske trgovine
Med 12. in 15. stoletjem se je evropsko gospodarstvo preoblikovalo z medsebojnim povezovanjem rečnih in morskih trgovskih poti, zaradi česar je Evropa postala ena najbolj uspešnih trgovskih mrež na svetu. 
Pred 12. stoletjem je bila glavna ovira za trgovino vzhodno od Gibraltarske ožine pomanjkanje komercialne spodbude, ne pa neustrezna zasnova ladij. Gospodarska rast Španije je sledila ponovnemu pridobivanju delov muslimanske Španije in obleganju Lizbone (1147). Zmanjšanje mornariške moči Fatimidskega kalifata, ki se je začela pred prvo križarsko vojno, je pomagalo pomorskim italijanskim državam, predvsem Benetkam, Genovi in Pisi, prevladati v trgovini v vzhodnem Sredozemlju, italijanski trgovci pa so postali bogati in politično vplivni. Normansko osvajanje Anglije konec 11. stoletja je omogočilo mirno trgovino na Severnem morju. Hanseatska zveza, konfederacija trgovskih cehov in njihovih mest na severu Nemčije ob Severnem in Baltskem morju, je bila ključna za komercialni razvoj regije. V 12. stoletju je regija Flandrija, Hainault in Brabant izdelovala najkakovostnejše tekstilne izdelke v severni Evropi, kar je spodbudilo trgovce iz Genove in Benetk, da tja neposredno plujejo. Nicolozzo Spinola je prvič opisal neposredno potovanje iz Genove v Flandrijo leta 1277.

### Tehnologija: Gradnja ladij in kompas
Tehnološki napredek, ki je bil pomemben za obdobje raziskovanj, je bilo sprejetje magnetnega kompasa in napredek v oblikovanju ladij.
Kompas je dopolnil starodavno metodo navigacije, ki je temeljila na opazovanju sonca in zvezd. Kompas je bil uporabljen za plovbo na Kitajskem že do 11. stoletja in so ga sprejeli arabski trgovci v Indijskem oceanu. Kompas se je razširil v Evropo do konca 12. ali v začetku 13. stoletja. [10] Uporaba kompasa za navigacijo v Indijskem oceanu je bila prvič omenjena leta 1232. Prva omemba uporabe kompasa v Evropi je bila leta 1180. Evropejci so uporabili "suhi" kompas, z iglo na osi. Kartica kompasa je bila tudi evropski izum. 
Za jadranje so Malajci neodvisno izumili džunke z jadri, izdelanimi iz tkanih delov, ojačenih z bambusom, vsaj nekaj sto let pred letom 1. pr. n. št. V času dinastije Han (206 pr. n. št. do leta 220 n. št.) so Kitajci uporabljali takšna jadra, kar so se naučili od malajskih mornarjev, ki so obiskovali južno obalo. Poleg te vrste jader so izdelovali tudi ravnotežna loger jadra. Izum teh vrst jader je omogočil jadranje okrog zahodne obale Afrike zaradi njihove sposobnosti plovbe proti vetru. Ta vrsta jadra je navdihnila tudi druge, da so razvili različna jadra.
Javanska ladja, ki je bila zgrajena za ocean, se imenuje po ali džong že od 1. stoletja. Dolga je več kot 50 m in široka  4-7 metrov. Lahko je prevažala 700 ljudi skupaj z več kot 10.000 "斛" tovora (250-1000 ton po različnih interpretacijah). Zgrajene so bile z več deskami, ki so se upirale nevihtam in so imele 4 jadra plus poševno jadro. Javanci so že v 8. stoletju dosegli Ganski imperij.
Ladje so se večale, zahtevale so manjše posadke in so se ustavljale na daljših razdaljah. To je do 14. stoletja privedlo do bistveno nižjih stroškov prevoza na dolge razdalje. Jadrnica koga je zaradi nizkih stroškov ostala priljubljena za trgovino. V trgovini so se uporabljale tudi galeje. 

### Geografija in zemljevidi
Periplus Maris Erythraei - dokument iz leta 40–60, opisuje novo odkrito pot skozi Rdeče morje do Indije, z opisi trgov v mestih okoli Rdečega morja, Perzijskega zaliva in Indijskega oceana, vključno ob vzhodni obali Afrike, ki navaja, da »za temi kraji neraziskane oceanske krivulje okrog proti zahodu, ki tečejo po regijah južno od Etiopije in Libije in Afrike, pomešajo z zahodnim morjem (možno sklicevanje na Atlantski ocean)«. Evropsko srednjeveško znanje o Aziji, ki je izven dosega Bizantinskega cesarstva, je izhajalo iz delnih poročil, pogosto zakritih z legendami , ki izvirajo iz časa osvajanj Aleksandra Velikega in njegovih naslednikov.
Drugi vir so bile Radhanitske judovske mreže trgovcev, ki so bile v času križarskih držav ustanovljene kot posredniki med Evropo in muslimanskim svetom.
Leta 1154 je arabski geograf Al-Idrizi ustvaril opis sveta in zemljevid sveta, Tabula Rogeriana, na dvoru sicilskega kralja Rogerija II., vendar je bila Afrika še vedno le delno znana kristjanom, Genovežanom in Benečanom ali arabskim mornarjem, njen južni obseg ni bil znan. Bila so poročila o veliki afriški Sahari, vendar je bilo dejansko znanje za Evropejce omejeno na sredozemske obale in malo drugega, ker je arabska blokada severne Afrike preprečila raziskovanje kopnega. Znanje o atlantski afriški obali je bilo razdrobljeno in izhaja predvsem iz starih grških in rimskih zemljevidov, ki so temeljili na kartažanskem znanju, vključno s časom rimskega raziskovanja Mavretanije. Rdeče morje je bilo komaj znano in samo trgovinske povezave z pomorskimi republikami, zlasti Beneško republiko, so spodbujale zbiranje natančnih pomorskih znanj. 
Trgovske poti v Indijskem oceanu so poznali arabski trgovci. Med letoma 1405 in 1421 je cesar Yong-lo iz dinastije Ming podprl vrsto dolgih potovanj pod poveljstvom Dženg Heja (鄭和). Flote so obiskale Arabijo, Vzhodno Afriko, Indijo, pomorsko jugovzhodno Azijo in Tajsko. Toda potovanja, o katerih je poročal muslimanski pomorščak in prevajalec Ma Huan (pinjin Mǎ Huān), so bila nenadoma ustavljena po cesarjevi smrti  in se niso nadaljevala, ko se je kitajska dinastija Ming umaknila v haidžin, politiko izolacije, ki je imela omejeno pomorsko trgovino.
Leta 1400 je v Italijo prišel latinski prevod Ptolemajeve Geographie iz Konstantinopla. Ponovno odkritje rimskega geografskega znanja je bilo razodetje, tako za izdelavo zemljevidov kot za svetovni pogled, čeprav je krepilo idejo, da je Indijski ocean brez izhoda.

### Srednjeveška potovanja (1241–1438)
Uvod v obdobje odkritja je bila serija evropskih ekspedicij, ki so v poznem srednjem veku prečkale Evrazijo po kopnem. Čeprav so Mongoli grozili Evropi z ropanjem in uničevanjem, je mongolska država poenotila velik del Evrazije, od leta 1206 pa je Pax Mongolica (Mongolski mir) dovolil varne trgovske poti in komunikacijske povezave od Bližnjega vzhoda do Kitajske. Številni Evropejci so jih izkoristili za raziskovanje vzhoda. Večinoma so bili Italijani, saj so trgovino med Evropo in Bližnjim vzhodom nadzorovale predvsem pomorske republike.
Obstaja nekaj poročil o trgovcih iz Severne Afrike in Sredozemlja, ki so v Indijskem oceanu trgovali v poznem srednjem veku.
Krščanska veleposlaništva so bila poslana do Karakoruma v času mongolskih vpadov na Levant, od koder so pridobili boljše razumevanje sveta. Prvi od teh potnikov je bil Giovanni da Pian del Carpine, ki ga je papež Inocenc IV. poslal v Kagan in je potoval v Mongolijo in nazaj od 1241 do 1247. Približno v istem času je ruski knez Jaroslav II. Vladimirski, nato pa njegova sinova Aleksander Jaroslavič Nevski in Andrej II. Vladimirski, odpotoval v mongolsko prestolnico. Čeprav so imela močne politične posledice, njihova potovanja niso pustila podrobnih zapisov. Sledili so drugi popotniki, kot so Francoz André de Longjumeau in Flamec William Rubruck, ki so prišli na Kitajsko skozi Srednjo Azijo. Marco Polo, beneški trgovec, je narekoval zgodbe o potovanjih po Aziji od 1271 do 1295, v katerih je opisoval, da je bil gost na dvoru dinastije Juan pri Kublajkanu in so jih brali po vsej Evropi.
Muslimansko floto, ki je varovala Gibraltarsko ožino, je porazila Genova leta 1291. V tem letu so bili prvi poskusi raziskave Atlantika, trgovski bratje Vadino in Ugolino Vivaldi so odpluli iz Genove z dvema galejama, vendar so izginili ob maroški obali in ohranili strahove pred oceanskimi potovanji. Med letoma 1325 in 1354 je maroški učenjak iz Tangerja, Ibn Batuta, potoval skozi severno Afriko, Saharsko puščavo, Zahodno Afriko, južno Evropo, Vzhodno Evropo, Afriški rog, Bližnji vzhod in Azijo, in prišel tudi na Kitajsko. Po vrnitvi je učenjaku, ki ga je srečal v Granadi narekoval poročilo o svojih potovanjih, Rihla (»Potovanje«), neuraden vir njegovih dogodivščin. Med letoma 1357 in 1371 je knjiga o domnevnih potovanjih, ki jo je sestavil John Mandeville, pridobila izjemno popularnost. Kljub nezanesljivi in pogosto fantastični naravi teh poročil, so bila uporabljena kot referenca za vzhod, Egipt in Levant na splošno, pri čemer so trdila, da je Jeruzalem središče sveta.
Po obdobju Timuridskih odnosov z Evropo je leta 1439 Niccolò de' Conti objavil poročilo o svojih potovanjih kot muslimanski trgovec v Indijo in jugovzhodno Azijo, kasneje leta 1466–1472 pa je ruski trgovec Afanasij Nikitin iz Tvera odpotoval v Indijo in to opisal v knjigi Potovanje po treh morjih.
Ta potovanja po kopnem niso imela takojšnjega učinka. Mongolski imperij je propadel skoraj tako hitro, kot je nastal in kmalu je pot na vzhod postala težja in nevarnejša. Črna smrt v 14. stoletju je tudi onemogočila potovanja in trgovino. Vzpon Osmanskega cesarstva je še dodatno omejila možnosti za evropsko kopensko trgovino.

### Kitajski misijoni (1405–1433)
Kitajci so imeli široke povezave prek trgovine v Aziji in so od dinastije Tang (618–907) pluli do Arabije, Vzhodne Afrike in Egipta. Med letoma 1405 in 1421 je tretji Ming cesar Yongle pod pokroviteljstvom admirala Dženg Heja sponzoriral vrsto dolgih potovanj v Indijskem oceanu.
Za te mednarodne diplomatske ekspedicije je bila pripravljena velika flota novih ladij – džunk. Največja od teh džunk, ki so jo Kitajci poimenovali bao chuan (ladja zakladov) - je lahko merila 121 metrov premca do krme, na njej je bilo na tisoče mornarjev. Prva ekspedicija je odpotovala leta 1405. Izvedenih je bilo vsaj sedem dobro dokumentiranih ekspedicij, vsaka večja in dražja od prejšnjih. Flote so obiskale Arabijo, Vzhodno Afriko, Indijo, malajski arhipelag in Tajsko (v času, ko se je imenovala Siam) in si izmenjavali blago. Predstavili so darila iz zlata, srebra, porcelana in svile; v zameno so dobili noje, zebre, kamele, slonovino in žirafe . Po smrti cesarja je Zheng He vodil zadnjo odpravo, ki je odplula iz Nankinga leta 1431 in se leta 1433 vrnila v Peking. Zelo verjetno je, da je ta zadnja ekspedicija dosegla celo Madagaskar. O potovanjih je poročal muslimanski popotnik in prevajalec Ma Huan, ki je spremljal Dženg Heja na treh od sedmih ekspedicij, njegov zapis je bil objavljen kot Ying-Yai Sheng-Lam (celotna raziskava obrežij oceana) (1433).
Ta potovanja na dolge razdalje se niso nadaljevala, saj se je kitajska dinastija Ming umaknila v haidžin, politiko izolacije, in je imela omejeno pomorsko trgovino. Potovanja so se nenadoma ustavila po cesarjevi smrti, saj so Kitajci izgubili zanimanje za tisto, kar so poimenovali barbarske dežele, ki so se obrnile navznoter in nasledniki cesarjev so menili, da so ekspedicije škodljive za kitajsko državo; cesar Hongšji je končal nadaljnje odprave in cesar Šjuande je uničil veliko informacij o Dženg Hejevih potovanjih.

## Atlantski ocean (1419–1507)
Od 8. do 15. stoletja so Beneška republika in sosednje pomorske republike držale monopol evropske trgovine z Bližnjim vzhodom. Trgovina s svilo in začimbami (kadilo, zelišča, droge in opij), je ta mediteranska mesta-države naredila zelo bogate. Začimbe so bile med najdražjimi in zahtevnejšimi izdelki srednjega veka, saj so jih uporabljali v srednjeveški medicini, ob verskih obredih, v kozmetiki, parfumeriji, pa tudi kot aditive za živila in konzervanse. Vse je bilo uvoženo iz Azije in Afrike.
Muslimanski trgovci - večinoma potomci arabskih mornarjev iz Jemna in Omana - so prevladovali na pomorskih poteh po celotnem Indijskem oceanu, izkoriščali so izvorne regije na Daljnem vzhodu in ladijski promet za trgovanje v Indiji, predvsem iz Kodžikode, proti zahodu do Hormuza v Perzijskem zalivu in Džede ob Rdečem morju. Od tam so na obale Sredozemlja vodile kopenske poti. Beneški trgovci so distribuirali blago po Evropi do vzpona Osmanskega cesarstva, ki je sčasoma pripeljalo do padca Konstantinopla leta 1453, ki je Evropejcem prepovedalo pomembne kombinirane kopensko-morske poti.
Zaradi prisilnega zmanjšanja dejavnosti v Črnem morju in v vojni z Benetkami so se Genovežani obrnili na severnoafriško trgovino s pšenico, oljčnim oljem (vrednotenim tudi kot vir energije) in iskanjem srebra in zlata. Evropejci so imeli stalen primanjkljaj v srebru in zlatu, saj so šli kovanci le v eno smer: ven, porabljeni za vzhodno trgovino, ki je bila zdaj odrezana. Več evropskih rudnikov je bilo izčrpanih. Pomanjkanje plemenitih kovin je vodilo k razvoju kompleksnega bančnega sistema za obvladovanje tveganj v trgovini (prva državna banka, Banco di San Giorgio, je bila ustanovljena leta 1407 v Genovi). Poleg tega so se na Portugalskem ustanovile genovske skupnosti, ki so plule tudi v pristanišče Brugge (Flandrija) in Anglijo in izkoristile svoje podjetniško in finančno znanje.
Evropsko jadranje je bilo v prvi vrsti blizu kopenske kabotaže, vodeno s portolanskimi zemljevidi. Portolan je priročnik s pomorskimi navigacijskimi podatki namenjen priobalni navigaciji, ki so mu bili dodani kompasni zemljevidi, ki so temeljili na kompasnih smereh in ocenjenih razdaljah in so določali preverjene oceanske poti, ki so jih vodile obalne točke: mornarji so odšli z znane točke, sledili smeri kompasa in poskušali določiti svojo lokacijo po teh točkah. Za prvo oceansko raziskovanje so zahodni Evropejci uporabljali kompas, pa tudi nove napredke v kartografiji in astronomiji. Arabska navigacijska orodja, kot je astrolab in kvadrant, so bila uporabljena za nebesno navigacijo.

### Portugalsko raziskovanje
Leta 1297, ko se je končal portugalski del rekonkviste, se je portugalski kralj Denis zanimal za izvoz, leta 1317 pa sklenil pogodbo z genovskim pomorščakom Manuelom Pessanho, ki ga je imenoval za prvega admirala portugalske mornarice za obrambo države pred muslimanskimi piratskimi pohodi. Izbruhi bubonske kuge so v drugi polovici 14. stoletja privedli do hude depopulacije: le morje je ponudilo alternative, pri čemer se je večina prebivalcev ukvarjala z ribolovom in trgovanjem na obalnih območjih. Med letoma 1325 in 1357 je Alfonz IV. Portugalski spodbujal pomorsko trgovino in naročil prva raziskovanja. Kanarski otoki, ki so bili že znani Genovežanom, naj bi bili uradno odkriti pod pokroviteljstvom Portugalcev, toda leta 1344 jih je Kastilija izpodbijala in razširila njihovo rivalstvo v morje.
Da bi zagotovili svoj monopol nad trgovino, so Evropejci (začenši s portugalskim) poskušali namestiti mediteranski trgovinski sistem, ki je uporabljal vojaško moč in ustrahovanje, da bi preusmeril trgovino prek pristanišč, ki so jih nadzorovali; tam bi lahko obdavčili. Leta 1415 so Portugalci osvojili Ceuto, da bi nadzorovali plovbo po afriški obali. Tam je bil mladi princ Henrik Pomorščak, ki se je zavedal možnosti dobička na transsaharskih trgovskih poteh. Že stoletja so trgovske poti sužnjev in zlata, ki so povezovale Zahodno Afriko s Sredozemljem, prešle puščavo zahodne Sahare, ki so jo nadzirali Mavri severne Afrike.
Henrik je želel vedeti, kako daleč so se razširila muslimanska ozemlja v Afriki, v upanju, da jih obidejo in trgujejo neposredno z Zahodno Afriko po morju, da bi našli zaveznike v legendarnih krščanskih deželah na jugu, kot je dolgo izgubljeno krščansko kraljestvo prezbitra Janeza in preveriti, ali je mogoče doseči Indijo po morju, ki je vir donosne trgovine z začimbami. Vlagal je v financiranje plovb ob obali Mavretanije, kjer je zbral skupino trgovcev, lastnikov ladij in zainteresiranih strani, ki so se zanimale za nove pomorske poti. Kmalu so bili doseženi atlantski otoki Madeira (1419) in Azori (1427). Zlasti so jih odkrili s potovanji, ki jih je začel poveljnik princ Henrik Pomorščak. Sam vodja odprave, ki je ustanovil naselja na otoku Madeira, je bil João Gonçalves Zarco.
V tistem času Evropejci niso vedeli, kaj leži onkraj Cape Non (Cape Chaunar) na afriški obali in ali se je mogoče vrniti, ko je bil prečkan. Navtični miti so opozarjali na oceanske pošasti ali na rob sveta, toda plovba princa Henrika je nasprotovala takim prepričanjem: od leta 1421 ga je sistematična plovba pripeljala do prečkanja te meje in rta Bojador (Rā's Būjādūr, danes v Zahodni Sahari), ki ga je leta 1434 končno prešel eden od kapetanov princa Henrika, Gil Eanes.
Velik napredek je bila uvedba karavele v sredini 15. stoletja, majhne ladje, ki je takrat lahko plula v močnejšem vetru bolj kot katera koli druga v Evropi. Razvili so jo iz ribiške ladje in prvič  lahko zapustili obalno kabotažo in varno pluli po odprtem Atlantiku. Za nebesno plovbo so Portugalci uporabljali efemeride, tabele s podatki o legi nebesnih teles, ki so v 15. stoletju doživele izjemno razpršenost. To so bile astronomske karte, ki so zaznavale lokacijo zvezd v določenem časovnem obdobju. Leta 1496 je judovski astronom, astrolog in matematik Abraham Zacuto izdal Almanach Perpetuum in vključil nekatere od teh tabel za gibanje zvezd. Te tabele so spremenile navigacijo in omogočile izračun zemljepisne širine. Točna zemljepisna dolžina pa je ostala nedosegljiva, mornarji pa so se že stoletja trudili, da bi jo določali. Z uporabo karavele se je sistematično raziskovanje nadaljevalo vse bolj na jug in v povprečju letno napredovalo. Senegal in polotok Zeleni rt so bili doseženi leta 1445, leta 1446 pa se je Álvaro Fernandes pomaknil skoraj do današnje Sierra Leone.
Leta 1453 je bil padec Konstantinopla v roke Turkov udarec za krščanstvo in vzpostavljene poslovne odnose, ki so ga povezovali z vzhodom. Leta 1455 je papež Nikolaj V. izdal bulo Romanus Pontifex, ki je okrepila prejšnji Dum Diversas (1452), s katerim so vsa zemljišča in morja, odkrita od Cape Bojadorja, dodeljena kralju Afonzu V. Portugalskem in njegovim naslednikom ter trgovini in osvajanju proti muslimanom in poganom in sprožil politiko mare clausum v Atlantiku. Kralj, ki je iskal genovske strokovnjake o morski poti v Indijo, je naročil Fra Maurov zemljevid sveta, ki je prispel v Lizbono leta 1459.
Leta 1456 je Diogo Gomes dosegel arhipelag Zelenortskih otokov. V naslednjem desetletju je več kapitanov v službi princa Henrika - vključno Genovežan Antonio da Noli in Benečan Alvise Cadamosto - odkrilo preostale otoke, ki so bili zasedeni v 15. stoletju. Gvinejski zaliv bo dosežen v 1460-ih.

#### Portugalsko raziskovanje po Henriku Pomorščaku
Leta 1460 je Pedro de Sintra dosegel Sierro Leone. Princ Henrik je umrl novembra istega leta. Po tem ko je bilo glede na skromne prihodke, leta 1469 raziskovanje odobreno lizbonskemu trgovcu Fernámu Gomesu, ki je v zameno za monopol trgovanja v Gvinejskem zalivu vsako leto, pet let, raziskal 161 kilometrov. S svojim sponzorstvom so ga raziskovalci João de Santarém, Pedro Escobar, Lopo Gonçalves, Fernão do Pó in Pedro de Sintra dosegli tudi preko teh ciljev. Dosegli so južno poloblo in otoke v Gvinejskem zalivu, vključno s Svetim Tomažem in Princom ter Elmino na Zlato obalo leta 1471. (Na južni polobli so južni križ uporabili kot referenco za nebesno plovbo). To kar so imenovali Zlata obala v današnji Gani, je bila najdena med domačini in arabskimi in berberskimi trgovci cvetoča trgovina z aluvialnim zlatom.
Leta 1478 (med vojno za kastiljsko nasledstvo) se je v bližini obale v Elmini vodila velika bitka med kastiljsko armado s 35 karavelami in portugalsko floto za hegemonijo trgovine v Gvineji (zlato, sužnji, slonovina in poper melegueta). Vojna se je končala s portugalsko pomorsko zmago, čemur je sledilo uradno priznanje portugalske suverenosti nad večino spornih zahodnoafriških ozemelj, ki so bila vključena v Alcáçovasovo pogodbo iz leta 1479. To je bila prva kolonialna vojna med evropskimi silami.
Leta 1481 se je nedavno kronan Ivan II. odločil graditi poštno postajo - dvorec São Jorge da Mina v Elmini. Leta 1482 je reko Kongo raziskal Diogo Cão, ki je leta 1486 nadaljeval na Cape Cross (današnja Namibija).
Naslednji pomemben preboj je bil leta 1488, ko je Bartolomeu Dias obkrožil južni del Afrike, ki ga je imenoval Nevihtni rt (Cabo das Tormentas), zasidral v zalivu Mossel in potem peljal proti vzhodu do izliva Velike Ribje reke, kar dokazuje, da je bil Indijski ocean dostopen iz Atlantika. Hkrati je Pêro da Covilhã, ki je potoval skrivaj po kopnem, dosegel Etiopijo in zbral pomembne informacije o Rdečem morju in obali Kenije, kar kaže, da bo kmalu prišlo do pomorske poti do Indije. Kmalu ga je kralj Ivan II. Portugalski preimenoval v "Rt dobrega upanja" (Cabo da Boa Esperança) zaradi velikega optimizma, ki ga je povzročila možnost pomorske poti v Indijo, ki je dokaz, ki je obstajal že od Ptolemaja, da je Indijski ocean brez kopnega.
Na podlagi mnogo kasnejših zgodb o fantomskem otoku, znanem kot Bacalao in rezbarije na Dighton Rocku, so nekateri domnevali, da je portugalski raziskovalec João Vaz Corte-Real leta 1473 odkril Novo Fundlandijo, vendar so glavni viri zgodovinarjev nezanesljivi in neprepričljivi.

### Špansko raziskovanje: Kolumb in Zahodna Indija
Portugalski sosedi, iberski rival Kastilija, je začela uveljavljati svojo vladavino nad Kanarskimi otoki ob zahodni afriški obali leta 1402, nato pa je bila motena zaradi notranje iberske politike in odbijanja poskusov islamske invazije in napadov večino 15. stoletja. Šele pozno v tem stoletju, po združitvi krone Kastilije in Aragonije in dokončanju rekonkviste, se je nastajajoča moderna Španija popolnoma zavezala iskanju novih trgovskih poti v tujini. Aragonska krona je bila pomemben pomorski potencial v Sredozemlju, ki je nadzoroval ozemlja v vzhodni Španiji, jugozahodni Franciji, večjih otokih, kot sta Sicilija, Malta in Neapeljsko kraljestvo in Sardinija, s celinsko posestjo pa vse do Grčije. Leta 1492 so skupni vladarji osvojili mavrsko kraljestvo Granado, ki je zagotavljala Kastiliji afriško blago preko davkov in se odločila za financiranje odprave Krištofa Kolumba v upanju, da se izogne portugalskemu monopolu na zahodnoafriških morskih poteh in doseže »Indijo« (vzhodno in južno Azijo) s potovanjem na zahod. Dvakrat prej, leta 1485 in 1488, je Kolumb predstavil projekt kralju Ivanu II. Portugalskem, ki ga je zavrnil.
3. avgusta 1492 je Kolumb odšel iz Palos de la Frontera s tremi ladjami; ena večja karaka, Santa María, z vzdevkom Gallega (Galicijka) in dvema manjšima karavelama, Pinta (Slikana) in Santa Clara, ki ima vzdevek Niña. Kolumb je najprej odplul na Kanarske otoke, kjer je obnovil zaloge, ki so bile potrebne za pet tedensko potovanje čez ocean, ko bo prečkal del Atlantika, ki je postal znan kot Sargaško morje.
Kopno so opazili 12. oktobra 1492, Kolumb pa je otok imenoval San Salvador (zdaj Bahami), za kar je verjel da je »Zahodna Indija«. Kolumb je do 5. decembra raziskoval severovzhodno obalo Kube (pristanek 28. oktobra) in severno obalo Hispaniole. Sprejel ga je domači cacique (poglavar) Guacanagari, ki mu je dovolil, da nekaj svojih ljudi pusti.
Kolumb je zapustil 39 ljudi in ustanovil naselje La Navidad na današnjem Haitiju. Pred vrnitvijo v Španijo je ugrabil deset do petindvajset domačinov in jih odpeljal s sabo. Samo sedem ali osem domačih Indijancev je prišlo živih v Španijo, vendar so na Seviljčane naredili precejšen vtis.
Po vrnitvi ga je nevihta prisilila, da je 4. marca 1493 pristal v Lizboni. Po tednu dni na Portugalskem je odplul v Španijo in 15. marca 1493 prispel v Barcelono, kjer je poročal kraljici Izabeli in kralju Ferdinandu. Beseda o odkritju novih dežel se je hitro razširila po vsej Evropi.
Kolumb in drugi španski raziskovalci so bili sprva razočarani nad svojimi odkritji - za razliko od Afrike ali Azije, karibski otočani niso imeli veliko za trgovanje s kastiljskimi ladjami. Otoki so tako postali središče kolonizacijskih prizadevanj. Šele ko je bila raziskana sama celina, je Španija našla bogastvo, ki ga je iskala.

### Tordesilljska pogodba (1494)
Kmalu po vrnitvi Kolumba, iz kasneje imenovane "Zahodne Indije", je postala nujna delitev vpliva, da bi se izognili konfliktu med Španci in Portugalci. Dva meseca po prihodu Kolumba so katoliški monarhi 4. maja 1493 sprejeli bulo (Inter caetera) od papeža Aleksandra VI., v kateri je bilo zapisano, da morajo vsa ozemlja zahodno in južno od linije pol-do-pola 100 lig zahodno in južno od Azorov ali Zelenortskih otokov pripadati Kastiliji in kasneje, vse celine in otoki potem pripadajo Indiji. Ne omenja Portugalske, ki ne bi mogla uveljavljati na novo odkritih dežel vzhodno od črte.
Kralj Ivan II. Portugalski ni bil zadovoljen z dogovorom, saj je občutil, da mu je dal premalo ozemlja, kar mu je preprečilo, da bi dosegel Indijo, njegov glavni cilj. Nato se je pogajal neposredno s kraljem Ferdinandom in špansko kraljico Izabelo, da bi premaknil črto na zahod in mu dovolilo, da zahteva novoustanovljene dežele vzhodno od nje.
Leta 1494 je bil dosežen sporazum s Tordesilljsko pogodbo, ki je razdelila svet med dve sili. V tej pogodbi so Portugalci dobili vse izven Evrope vzhodno od črte, ki je potekala 370 milj zahodno od Zelenortskih otokov (že portugalski) in otokov, ki jih je Krištof Kolumb odkril na svojem prvem potovanju (za Kastilijo), ki je v pogodbi poimenovana kot Cipangu in Antilia (Kuba in Hispaniola). To jim je dalo nadzor nad Afriko, Azijo in vzhodno Južno Ameriko (Brazilija). Španci (Kastilija) so dobili vse zahodno od te črte. V času pogajanj je pogodba razdelila znani svet atlantskih otokov približno na polovico, z ločnico, ki je bila približno na pol poti med portugalskimi Zelenortskimi otoki in španskimi odkritji na Karibih.
Pedro Álvares Cabral je leta 1500 naletel na brazilsko obalo, za katero je veljalo, da je velik otok. Ker je bil vzhodno od ločilne črte, je to trdil za Portugalsko in to so spoštovali Španci. Portugalske ladje so odplule proti zahodu v Atlantik, da bi dosegle ugodne vetrove za potovanje v Indijo in takrat je Cabral vodil na svoje potovanje, v koridorju pa je bila sklenjena pogodba za zaščito. Nekateri sumijo, da so Portugalci prej odkrili Brazilijo, zato so premaknili črto na vzhod in kako jo je Cabral našel, vendar o tem ni zanesljivih dokazov. Drugi osumljenec Duarte Pacheco Pereira je tajno odkril Brazilijo leta 1498, vendar to ni verodostojno za večino zgodovinarjev.
Kasneje se bo špansko ozemlje izkazalo za obsežno območje celinske Severne in Južne Amerike, čeprav bi se Brazilija pod nadzorom Portugalske razširila čez mejo, naselja drugih evropskih sil pa ne bi upoštevala pogodbe.

### Novi svet: Amerike
Evropejci so dejansko videli zelo malo razdeljenega območja, saj ga je delila le geografska opredelitev, ne pa nadzor na terenu. Kolumbovo prvo potovanje leta 1492 je spodbudilo pomorsko raziskovanje, in leta 1497 so se številni raziskovalci odpravili na zahod.

#### Severna Amerika
Tega leta je John Cabot, tudi italijanski naročnik, dobil patent za pisma kralja Henrika VII.. Plovba iz Bristola, ki jo je verjetno podpirala lokalna družba trgovskih podpornikov, je Cabot prečkal Atlantik iz severne zemljepisne širine, saj je upal, da bo potovanje do "Zahodne Indije" krajše in se spustil nekje v Severni Ameriki, morda v Novi Fundlandiji. Leta 1499 je João Fernandes Lavrador pridobil licenco s strani portugalskega kralja in skupaj s Pêro de Barcelosom prvič opazil Labrador, ki mu je bil podeljen in poimenovan po njem. Po vrnitvi je morda šel v Bristol, da bi odpotoval v imenu Anglije. Skoraj istočasno so med letoma 1499 in 1502 brata Gaspar in Miguel Corte Real raziskovala in imenovala obale Grenlandije in tudi Nove Fundlandije. Obe raziskavi sta zabeleženi v 1502 Cantino planisphere. 

#### "Prava Indija" in Brazilija
Leta 1497 je novoimenovani portugalski kralj Manuel I. poslal vzhodno raziskovalno floto, s čimer je izpolnil projekt svojega predhodnika, da najde pot do Indije. Julija 1499 se je širila novica, da so Portugalci dosegli "pravo indijo", ko je portugalski kralj poslal pismo španskim katoliškim monarhom en dan po praznovanju vrnitve flote.
Tretja Kolumbova ekspedicija leta 1498 je bila začetek prve uspešne kastiljske (španske) kolonizacije v Zahodni Indiji na otoku Hispaniola. Kljub naraščajočim dvomom je Kolumb zavrnil, da ni prava Indija. Med potovanjem je odkril ustje reke Orinoco na severni obali Južne Amerike (zdaj Venezuela) in mislil, da je ogromna količina sveže vode, ki prihaja iz nje, lahko le iz celinske kopenske mase, za katero je bil prepričan, da je azijska celina.
Ko se je ladijski promet med Seviljo in Zahodno Indijo povečal, se je povečalo poznavanje karibskih otokov, Srednje Amerike in severne obale Južne Amerike. Ena od teh španskih flot, Alonso de Ojeda in Amerigo Vespucci leta 1499–1500, je prišla na kopno ob obali današnje Gvajane, ko se zdi, da sta se dva raziskovalca ločila v nasprotnih smereh. Vespucci je odplul proti jugu, kjer je julija 1499 odkril ustje reke Amazonke  in dosegel 6 ° J, v današnji severovzhodni Braziliji, preden se je obrnil.
V začetku leta 1500 je Vicente Yáñez Pinzon z nevihto zavil iz smeri in 26. januarja 1500 dosegel današnjo severovzhodno obalo Brazilije in raziskoval daleč na jug kot današnje zvezne države Pernambuco. Njegova flota je bila prva, ki je v celoti vstopila v izliv reke Amazonke, ki jo je poimenoval Río Santa María de la Mar Dulce (reka sv. Marije sladkovodnega morja) . Vendar pa je bilo ozemlje predaleč vzhodno, da bi ga Kastiljci zahtevali v skladu s Tordesilljsko pogodbo, a je odkritje ustvarilo kastiljski (španski) interes in sicer s potovanjem Pinzona leta 1508 (ekspedicija, ki je ob severni obali do obale celinske Srednje Amerike iskala prehod na vzhod) in potovanje leta 1515–16 z navigatorjem ekspedicije 1508, Juanom Díazom de Solísom. Odprava 1515–16 je bila spodbujena s poročili o portugalskem raziskovanju regije. Končalo se je, ko je de Solís in nekaj njegove posadke izginilo pri raziskovanju reke Plate v čolnu, toda ugotovili so, da je spet vzbudila špansko zanimanje, kolonizacija pa se je začela leta 1531.
Aprila 1500 se je druga portugalska indijska armada, ki jo je vodil Pedro Álvares Cabral, z ekipo strokovnih kapitanov, vključno z Bartolomeu Diasom in Nicolauom Coelhom, srečala z brazilsko obalo, ko se je obrnila proti zahodu v Atlantiku, medtem ko je izvajala veliko "volta do mar" da bi se izognili brezvetrju v Gvinejskem zalivu. 21. aprila 1500 so opazili goro in jo poimenovali Monte Pascoal, 22. aprila pa je Cabral pristal na obali. 25. aprila je celotna flota odplula v pristanišče, ki so ga poimenovali Porto Seguro (varno pristanišče). Cabral je zaznal, da nova zemlja leži vzhodno od črte iz Tordesilljske pogodbe in poslal odposlanca na Portugalsko z odkritjem v pismih, vključno s pismom Pero Vaz de Caminha. Ker je veroval, da je to otok, ga je poimenoval Ilha de Vera Cruz (Otok pravega križa). Nekateri zgodovinarji so predlagali, da so se Portugalci prej soočili z južnoameriško izboklino, medtem ko so pluli "volta do mar", zato je vztrajanje Ivana II. pri premikanju črte zahodno od pogodbene leta 1494, tako da njegovo pristajanje v Braziliji morda ni bilo nesreča; kljub temu, da je Ivanova motivacija preprosto bila povečanje možnosti za pridobitev novih ozemelj v Atlantiku. Od vzhodne obale se je flota nato obrnila proti vzhodu, da bi nadaljevala pot do južne Afrike in Indije. Cabral je bil prvi kapetan, ki se je dotaknil štirih kontinentov, vodil je prvo ekspedicijo, ki je povezovala Evropo, Afriko, Novi svet in Azijo. 
Na povabilo portugalskega kralja Manuela I., je Amerigo Vespucci - Florentinec, ki je od leta 1491 delal za podružnico Banke Medici v Sevilji, opremljal oceanske ekspedicije in dvakrat potoval v Gvajano z Juan de la Cosa v imenu Španije - sodeloval kot opazovalec na teh raziskovalnih potovanjih na vzhodno obalo Južne Amerike. Ekspedicije so v Evropi postale splošno znane po dveh pripovedih, objavljenih med letoma 1502 in 1504, ki nakazujejo, da na novo odkrite dežele niso Indija, temveč "Novi svet", (Mundus novus), latinski naslov sodobnega dokumenta. na podlagi pisem Vespuccija, naslovljenih na Lorenza di Pierfrancesca de 'Medici, ki je postal zelo priljubljen v Evropi. Kmalu se je razumelo, da Kolumb ni dosegel Azije, ampak je našel novo celino, Amerike. Amerike sta leta 1507 imenovala kartografa Martin Waldseemüller in Matthias Ringmann, verjetno po Amerigu Vespucciju.
Leta 1501-1502 je ena od teh portugalskih odprav, ki jo je vodil Gonçalo Coelho (in / ali André Gonçalves ali Gaspar de Lemos), odplula južno vzdolž obale Južne Amerike do zaliva današnjega Rio de Janeira. Opis Ameriga Vespuccija navaja, da je ekspedicija dosegla zemljepisno širino "južni pol višine 52 ° J", v "hladnih" zemljepisnih širinah današnje južne Patagonije (po možnosti v bližini ožine), preden se je vrnila nazaj. Vespucci je zapisal, da so se odpravili proti jugozahodu in jugu, po "dolgi, neobremenjeni obali" (očitno se ujema z južno južnoameriško obalo). To se zdi sporno, saj je spremenil del svojega opisa v naslednjem pismu, v katerem je navedel premik, od približno 32 ° J (južna Brazilija), proti jugu-jugovzhodu, do odprtega morja; vendar je trdil, da so dosegli 50 ° / 52 ° J (če je bila njegova lastna odločitev ali cenzorja D. Manuela, ki so ga morali pritiskati, da spremeni svoj zapis, ker je Lorenzu de 'Medici razkril preveč avtorstva, ni znano) .
Leta 1503 je Binot Paulmier de Gonneville, ki je izpodbijal portugalsko politiko mare clausum, vodil eno najzgodnejših francoskih normanskih in bretonskih odprav v Brazilijo. Nameraval je jadrati do vzhodne Indije, toda blizu Rta dobrega upanja je njegova ladja preusmerila na zahod z nevihto in 5. januarja 1504 pristala v današnji državi Santa Catarina (južna Brazilija).
Leta 1511–1512 sta portugalska kapitana João de Lisboa in Estevão de Fróis dosegla izliv reke Plate v današnjem Urugvaju in Argentini ter se podala na jug, do današnjega zaliva San Matias na 42 ° J (zabeleženo v Newen Zeytung auss Pressilandt (Nove novice iz dežele Brazilije) . Ekspedicija je dosegla rt, ki se razteza od severa proti jugu in ki so ga imenovali rt "Santa Maria" (Punta del Este, ime je imel rt v bližini); in po 40 ° J so našli »rt« ali »točko ali kraj, ki sega v morje« in »zaliv« (v juniju in juliju). Potem, ko so pluli skoraj 300 km do rta, so spet opazili celino na drugi strani in se usmerili proti severozahodu, toda nevihta jim je preprečila, da bi napredovali. Odpeljala jih je tramontana ali severni veter in sledili so smeri. Prav tako dajo prve novice o Belem kralju in "gorskih ljudstvih" v notranjosti (Inkovski imperij) in darilo, srebrno sekiro, pridobljeno od domačinov Charrúa ob njihovi vrnitvi (na obalo ali stran Brazil) in  "na zahod" (vzdolž obale in izliva reke Plate) in jo darovali kralju Manuelu I. . Christopher de Haro, Flamec sefardskega izvora (eden od financerjev ekspedicije skupaj z D. Nuno Manuelom), ki bo služil španski kroni po letu 1516, je verjel, da so navigatorji odkrili južno ožino proti zahodu in Aziji.
Leta 1519 je odpravo, ki jo je poslala španska krona, da bi našla pot do Azije, vodil izkušen portugalski pomorščak Ferdinand Magellan. Flota je raziskovala reke in zalive, ko je zaznamovala južnoameriško obalo, dokler ni našla poti do Tihega oceana skozi Magellanov preliv.
Leta 1524–1525 je portugalski konkvistador Aleixo Garcia (verjetno veteran iz Solisove ekspedicije leta 1516) vodil zasebno odpravo nekaj kastiljskih in portugalskih pustolovcev, ki so zajeli okoli 2000 Gvarani Indijancev. Raziskovali so ozemlja današnje južne Brazilije, Paragvaja in Bolivije in sicer z uporabo domačega omrežja poti, Peabiru. Bili so tudi prvi Evropejci, ki so prečkali Gran Chaco in dosegli zunanja ozemlja Inkovskega imperija na Andih, blizu Sucre. 

## Indijski ocean (1497–1513)

### Poti Vasca da Game v Indijo
Zaščiteni pred neposredno špansko konkurenco s Tordesilljsko pogodbo, so se portugalski raziskovalci in kolonizacija na vzhod nadaljevali hitro. Dvakrat, leta 1485 in 1488, je Portugalska uradno zavrnila zamisel Krištofa Kolumba, da bi s plovbo proti zahodu dosegel Indijo. Strokovnjaki portugalskega kralja Ivana II. so ga zavrnili, ker so menili, da je Kolumbova ocena o razdalji potovanja 2.400 milj (3.860 km) podcenjena in deloma zato, ker je Bartolomeu Dias leta 1487 poskušal zaobiti južni rt Afrike, zato so verjeli, da bo plovba na vzhod zahtevala veliko krajše potovanje. Dias se je vrnil z Rta dobrega upanja leta 1488. Potovanje Pêro da Covilha v Etiopijo po kopnem pa je pokazalo, da je bogastvo Indijskega morja dostopno iz Atlantika. Pripravljena je bila dolgotrajna ekspedicija.
Pod novim kraljem Manuelom I. je julija 1497 pod poveljstvom [[Vasco da Gama |Vasca da Game Lizbono zapustila majhna raziskovalna flota štirih ladij z okoli 170 ljudmi. Do decembra je flota prešla Veliko  ribjo reko - kjer se je Dias obrnil - in odplul v neznane vode. 20. maja 1498 so prispeli v Calicut. Prizadevanja Vasca da Game za pridobitev ugodnih trgovinskih pogojev je ovirala nizka vrednost njihovega blaga v primerjavi z dragocenim blagom, s katerim se je trgovalo. Dve leti in dva dni po odhodu se je da Gama in posadka 55 preživelih moških vrnila v slavi na Portugalsko kot prve ladje, ki so plule neposredno iz Evrope v Indijo.
Leta 1500 je bila v Indijo poslana druga, večja flota trinajstih ladij in okoli 1500 mož. Pod poveljstvom Pedra Álvaresa Cabrala so prvič pristali na brazilski obali; kasneje je v Indijskem oceanu ena od Cabralovih ladij dosegla Madagaskar (1501), ki ga je leta 1507 deloma raziskal Tristão da Cunha; Mavricij je bil odkrit leta 1507, Sokotra je bila zasedena leta 1506. Istega leta je Lourenço de Almeida pristal na Šrilanki, vzhodni otok, imenovan "Taprobane", na oddaljenih zapisih Aleksandra Velikega in grškega geografa Megastena iz 4. stoletja pred našim štetjem. Na azijskem kopnem so bile ustanovljene prve trgovske postaje v Kochi in Calicutu (1501) in nato v Goi (1510).

### "Otoki začimb" in Kitajska
Leta 1511 je Afonso de Albuquerque za Portugalsko zavzel Melako, kasneje središče azijske trgovine. Vzhodno od Melake je Albuquerque poslal več diplomatskih misij: Duarte Fernandes je bil kot prvi evropski poslanec v Kraljestvu Ayutthaya (danes del Mjanmara in Tajske).
Da bi spoznali skrivne lokacije tako imenovanih "začimbnih otokov" – Molukov, predvsem pa otokov Banda, ki so bili takrat edini svetovni vir muškatnega oreščka in klinčkov, je bil glavni namen potovanj po Indijskem oceanu – je poslal odpravo pod vodstvom Antónia de Abreua na otoke Banda (preko Jave in Malih Sundskih otokov), kjer so bili prvi Evropejci, ki so prispeli v začetku leta 1512, potem ko so se odpravili na pot, po kateri so prvi dosegli tudi otoke Buru, Ambon in Seram. [95] ] [96] Iz Bande se je Abreu vrnil v Melako, medtem ko se je njegov namestnik, Francisco Serrão, po ločitvi zaradi brodoloma, odpravil proti severu, ponovno dosegel Ambon in se potopil v kraju Ternate, kjer je dobil dovoljenje za izgradnjo portugalske trgovske trdnjave: Fort São João Baptista de Ternate, ki je ustanovila portugalsko prisotnost v Malajskem arhipelagu.
Maja 1513 je Jorge Álvares, eden od portugalskih odposlancev, prispel na Kitajsko. Čeprav je bil prvi, ki je pristal na otoku Nei Lingding v delti Biserne reke, je bil Rafael Perestrello - bratranec slavnega Krištofa Kolumba - prvi evropski raziskovalec, ki je pristal na južni obali celinske Kitajske in trgoval v Guangdžovu leta 1516 , ko je poveljeval portugalskemu plovilu s posadko iz malezijske džunke, ki je odplula iz Melake. [97] [98] Fernão Pires de Andrade je leta 1517 obiskal Kanton in odprl trgovino s Kitajsko. Portugalci so leta 1521 porazili Kitajce v bitki pri Tunmenu in leta 1522 v bitki pri Xicaowanu, med katero so Kitajci zajeli portugalske vrtljive topove, in obrnili tehnologijo, tako da jih imenujejo »Folangji« 佛 郎 機 – frankovski top), ker so Portugalci Kitajce imenovali »Folangji«. Po nekaj desetletjih so se sovražnosti med Portugalci in Kitajci prenehale, leta 1557 pa so Kitajci dovolili, da so Portugalci zasedli Macau.
Za uveljavitev trgovinskega monopola je Maskat in Hormuz v Perzijskem zalivu leta 1507 in leta 1515 osvojil Afonso de Albuquerque. Bil je tudi v diplomatskih odnosih s Perzijo. Leta 1513, ko je poskušal osvojiti Aden, je odprava, ki jo je vodil Albuquerque, prečkala Rdeče morje v Bab al-Mandabu in se zasidrala na otoku Kamaran. Leta 1521 so sile pod vodstvom Antónia Correia osvojile Bahrajn, začetek obdobja skoraj osemdeset let portugalske vladavine zalivskega arhipelaga. V Rdečem morju je bila Massawa najbolj severna točka, ki so jo obiskali Portugalci do leta 1541, ko je flota pod Estevão da Gamo prodrla vse do Sueza.

## Tihi ocean (1513–1529)

### Odkritje Tihega oceana
Leta 1513, približno 40 milj (64 kilometrov) južno od Acandija, v današnji Kolumbiji, je španski Vasco Núñez de Balboa slišal nepričakovane novice o »drugem morju«, bogatem z zlatom, ki jih je prejel z velikim zanimanjem. Z malo sredstev in z uporabo informacij, ki jih je dal caciques (poglavar), je potoval po Panamski ožini s 190 Španci, nekaj domačimi vodniki in krdelom psov.
S pomočjo majhne jadrnice brigantin in desetih domačih kanujev so pluli vzdolž obale in delali postanke. 6. septembra se je odprava okrepila s 1.000 moškimi, borila se je v več bitkah, vstopila v gosto džunglo in se povzpela na gorovje ob reki Chucunaque, od koder je bilo mogoče videti to »drugo morje«. Balboa je šel naprej in pred poldnevom 25. septembra na obzorju videl neodkrito morje, in postal prvi Evropejec, ki je videl ali dosegel Pacifik iz Novega sveta. Ekspedicija se je spustila proti obali na kratek izvidniški izlet in tako postala prvi Evropejci, ki so pluli po Tihem oceanu ob obali Novega sveta. Po potovanju več kot 110 km je Balboa poimenoval zaliv, kjer je končal San Miguel. To novo morje je imenoval Mar del Sur (Južno morje), ker so se odpravili na jug. Glavni namen Balboe v ekspediciji je bil iskanje z zlatom bogatih kraljestev. V ta namen je prečkal dežele caciques do otokov in poimenoval največjega Isla Rica (danes Isla del Rey). Celotna skupina Archipiélago de las Perlas se imenoval še danes.

### Dodatni razvoj na vzhodu
Leta 1515–1516 je španska flota, ki jo je vodil Juan Díaz de Solís, plula po vzhodni obali Južne Amerike vse do Río de la Plata, ki jo je Solís poimenoval tik preden je umrl, medtem ko je poskušal najti prehod do »Južnega morja«.
Istočasno so Portugalci v jugovzhodni Aziji pripravili prvo evropsko poročilo o zahodnem Pacifiku, ki je prepoznalo Luzon vzhodno od Bornea in svoje prebivalce imenoval "Luções" na današnjih Filipinih. 

### Prva pot okoli sveta
Do leta 1516 se je več portugalskih morjeplovcev, ki so bili v sporu s portugalskim kraljem Manuelom I., zbralo v Sevilji, da bi služili na novo kronanemu Karlu I. Španskem. Med njimi so bili raziskovalci Diogo in Duarte Barbosa, Estêvão Gomes, João Serrão in Ferdinand Magellan, kartografa Jorge Reinel in Diogo Ribeiro, kozmografa Francisco in Ruy Faleiro ter flamski trgovec Christopher de Haro. Ferdinand Magellan, ki je do 1513 plul v Indijo za Portugalsko, ko so bili doseženi Moluki, je ohranil stik s Franciscom Serrãom, ki je tam živel, in razvil teorijo, da so otoki v španskem območju Tordesillijske pogodbe in se pri tem oprl na študije bratov Faleiro.
Zavedajoč se prizadevanj Špancev, da najdejo pot v Indijo s plovbo na zahod, je Magellan predstavil svoj načrt Karlu I. Kralj in Christopher de Haro sta financirala Magellanovo odpravo. Sestavili so floto, v podjetje pa so se pridružili španski pomorščaki, kot je Juan Sebastián Elcano. 10. avgusta 1519 so odšli iz Sevilje s petimi ladjami - vodilna Trinidad pod Magellanovim poveljstvom, San Antonio, Concepcion, Santiago in Victoria, prva je bila karavela, vse druge so bile karake ali »naus« - s posadko okoli 237 moških iz več narodov, s ciljem, da bi se odpravili na Moluke s potovanjem na zahod, da bi jih poskušali povrniti pod špansko gospodarsko in politično sfero. 
Flota je odplula naprej in naprej proti jugu, izogibala se je portugalskim ozemljem v Braziliji in postala prva, ki je dosegla Tierra del Fuego na koncu Amerik. 21. oktobra, začenši v Cape Virgenes, so začeli naporno potovanje po dolgi ožini, ki je trajala 600 km, ki jo je Magellan imenoval Estrecho de Todos los Santos, današnji Magellanov preliv. 28. novembra so tri ladje vstopile v Tihi ocean -  potem imenovan Mar Pacífico zaradi njegove navidezne mirnosti. Ekspedicija je uspela prečkati ocean. Magellan je umrl v bitki pri Mactanu na Filipinih, tako da je Španec Juan Sebastián Elcano opravil potovanje, da bi leta 1521 dosegel začimbne otoke oziroma Moluke. 6. septembra 1522 se je Victoria vrnila v Španijo in tako končala prvo obplutje sveta. Med moškimi, ki so se odpravili na pet ladij, je samo 18 končalo kroženje in se v tem edinem plovilu pod vodstvom Elcana vrnilo v Španijo. Sedemnajst drugih se je vrnilo kasneje; dvanajst jih so Portugalci ujeli na Zelenortskih otokih nekaj tednov prej med 1525 in 1527 in pet jih je preživelih na Trinidadu. Antonio Pigafetta, beneški učenjak in popotnik, ki je prosil, da bi bil na krovu in postal strog Magellanov pomočnik, je vodil natančen dnevnik, ki je postal glavni vir za veliko tega, kar vemo o tem potovanju.
To potovanje po celem svetu je Španiji dalo dragoceno znanje o svetu in oceanih, ki je kasneje pomagalo pri raziskovanju in naseljevanju Filipinov. Čeprav to ni bila realna alternativa portugalski poti okoli Afrike (Magellanov preliv je bil predaleč južno, Tihi ocean pa prevelik, da bi to pokril v enem samem potovanju iz Španije), so zaporedne španske odprave uporabile te informacije, da bi raziskale Tihi ocean in odkrili so poti, ki so odprle trgovino med Acapulcom v Novi Španiji (današnja Mehika) in Manilo na Filipinih.

### Raziskovanje proti vzhodu in zahodu
Kmalu po Magellanovi ekspediciji so se Portugalci podvizali, da bi zasegli preživelo posadko in zgradili utrdbo v Ternatu. Leta 1525 je španski Karel I. poslal drugo ekspedicijo proti zahodu, da bi koloniziral Molukr in trdil, da so bili v njegovi coni Tordesilljske pogodbe. Floto sedmih ladij in 450 moških je vodil García Jofre de Loaísa, med njimi najvidnejši španski pomorščaki: Juan Sebastián Elcano in Loaísa, ki sta izgubila življenje in mladi Andrés de Urdaneta.
V bližini Magellanovega preliva je eno od ladij proti jugu odnesla nevihta in je dosegla 56 ° J, kjer so mislili, da so videli »zemeljski konec«: tako je bil prvič prečkan Rt Horn. Ekspedicija je zelo težko dosegla otoke in pristala v Tidoru. Konflikt s portugalskimi prebivalci v bližnjem Ternatu je bil neizogiben, in začelo se je skoraj desetletje spopadov. 
Ker ni bilo postavljene vzhodne meje za Tordesillsko črto, sta obe kraljestvi organizirali srečanja za rešitev tega vprašanja. Od 1524 do 1529 so se portugalski in španski strokovnjaki srečali v Badajoz-Elvas, da bi našli točno lokacijo Tordesilljskega antimeridana, ki bi razdelil svet na dve enaki polobli. Vsaka krona je imenovala tri astronome in kartografe, tri navigatorje in tri matematike. Lopo Homem, portugalski kartograf in kozmograf je bil skupaj s kartografom Diogom Ribeirom pri španski delegaciji. Odbor se je sestal večkrat, ne da bi dosegel dogovor: znanje v tistem času ni bilo dovolj za natančen izračun zemljepisne dolžine, vsaka skupina je dala otokom suverenost. To vprašanje je bilo rešeno šele leta 1529, po dolgih pogajanjih, s podpisom Zaragoške pogodbe, ki je Moluke dodelila Portugalski in Filipine Španiji. To je bila mirovna pogodba med špansko krono in Portugalsko, ki sta jo 22. aprila 1529 podpisala kralj Ivan III. in cesar Karel V., ki je opredelila področja kastiljskega (španskega) in portugalskega vpliva v Aziji, da bi rešila vprašanje Molukov. 
Med letoma 1525 in 1528 je Portugalska poslala več odprav okoli Molukov. Gomes de Sequeira in Diogo da Rocha sta šla na sever po naročilu guvernerja Ternateja Jorge de Menezesa, in sta bila prva Evropejca, ki sta dosegla Karolinsko otočje, ki so jih poimenovali Islands de Sequeira. Leta 1526 je Jorge de Meneses pristal na otokih Biak in Waigeo na Papui Novi Gvineji. Na podlagi teh raziskav je nastala teorija portugalskega odkritja Avstralije, ki je ena izmed več konkurenčnih teorij o zgodnjem odkritju Avstralije, ki jo je podprl avstralski zgodovinar Kenneth McIntyre, da sta jo odkrila Cristóvão de Mendonça in Gomes de Sequeira.
Leta 1527 je Hernán Cortés opremil floto, da bi našel nova ozemlja v "južnem morju" (Tihi ocean) in prosil svojega bratranca Álvaro de Saavedra Ceróna, da prevzame poveljstvo. 31. oktobra 1527 je Saavedra odplul iz Nove Španije, prečkal Pacifik in se odpravil proti severu Nove Gvineje, nato imenoval Isla de Oro. Oktobra 1528 je eno od plovil prišlo do Molukov. V poskusu vrnitve v Novo Španijo so ga preusmerili severovzhodni vetrovi, ki so ga vrnili nazaj, zato se je potrudil nazaj na jug. Vrnil se je na Novo Gvinejo in odplul proti severovzhodu, kjer je opazoval Marshallove otoke in Admiralske otoke, vendar so ga spet presenetili vetrovi, ki so ga tretjič pripeljali v Moluke. Te zahodne povratne poti je bilo težko najti, vendar jih je leta 1565 odkril Andrés de Urdaneta.

## Nove trgovske poti (1542–1565)
Leta 1543 so trije portugalski trgovci po naključju postali prvi zahodnjaki, ki so dosegli in trgovali z Japonsko. Po mnenju Fernána Mendesa Pinta, ki je trdil, da so na tem potovanju prispeli v Tanegashimo, kjer so bili domačini navdušeni nad strelnim orožjem, ki ga bodo Japonci takoj naredili v velikem obsegu.
Špansko osvojitev Filipinov je naročil Filip II. Španski, za poveljnika pa je bil imenovan Andrés de Urdaneta. Urdaneta se je strinjal, da bo spremljal odpravo, vendar je zavrnil poveljstvo in namesto njega je bil imenovan Miguel López de Legazpi. Odprava je odplula novembra 1564.  Potem ko je nekaj časa preživel na otokih, je Legazpi poslal Urdaneto nazaj, da bi našel boljšo povratno pot. Urdaneta je odplul iz San Miguela na otoku Cebu 1. junija 1565, vendar je moral pluti kar 38 stopinj severne zemljepisne širine, da bi dosegla ugodne vetrove.
Razmišljal je, da bi se lahko pacifiški pasati pomikali v krogu, kot je to primer na Atlantiku, ko so v ladje prisilili v Volta do mar, da so pobrale vetrove, ki so jih pripeljali nazaj z Madeire, je potem, ko je razmišljal, da bo s plovbo daleč na sever, preden se bo odpravil proti vzhodu, pobiral vetrove, ki bi ga vrnili na sever v Ameriko. Njegova slutnja se je izplačala in udaril ob obalo blizu rta Mendocino v Kaliforniji, nato pa sledil obali južno. Ladja je prispela v pristanišče Acapulco, 8. oktobra 1565, ko je v 130 dneh potovala 19.312 kilometrov. Štirinajst članov njegove posadke je umrlo; samo Urdaneta in Felipe de Salcedo, nečak Lópeza de Legazpija, sta imela dovolj moči, da sta se zasidrala.
Tako je bila med Mehiko in Filipini vzpostavljena čezmorska španska pot. Dolgo časa so te poti uporabljali manilski galeoni, s čimer so ustvarili trgovinsko povezavo med Kitajsko, Ameriko in Evropo prek kombiniranih transpacifiških in transatlantskih poti.

## Vključevanje severne Evrope (1595 – 17. stoletje)
Narodi zunaj Iberije so zavrnili priznanje Tordesilljske pogodbe. Francija, Nizozemska in Anglija so imele vsaka dolgo pomorsko tradicijo in so se ukvarjale s gusarstvom. Kljub iberijski zaščiti so se nove tehnologije in zemljevidi kmalu razširili na sever.
Leta 1568 so se Nizozemci uprli vladavini Filipa II. Španskega, ki je vodila do osemdesetletne vojne. Prav tako je izbruhnila vojna med Anglijo in Španijo. Leta 1580 je postal Filip II. kralj Portugalske, kot naslednik krone. Združena imperija sta bila preprosto prevelika, da bi jima lahko nasprotovali evropski tekmeci.
Filipove čete so osvojile pomembna trgovska mesta Brugge in Gent. Antwerpen, ki je bil tedaj najpomembnejše pristanišče na svetu, je padel leta 1585. Protestantskemu prebivalstvu je bilo dano dve leti za reševanje sporov pred odhodom iz mesta. Mnogi so se naselili v Amsterdamu. To so bili večinoma obrtniki, bogati trgovci v pristaniških mestih in begunci, ki so pobegnili zaradi verskih preganjanj, zlasti sefardski Judje iz Portugalske in Španije in kasneje hugenoti iz Francije. Romarski očetje so tudi prispeli, preden so odšli v Novi svet. To množično priseljevanje je bila pomembna gonilna sila: iz majhnega pristanišča leta 1585 se je Amsterdam hitro preoblikoval v eno najpomembnejših trgovskih središč na svetu. Po porazu španske flote leta 1588 je prišlo do velike širitve pomorske trgovine, čeprav bo poraz angleške flote potrdil pomorsko nadvlado španske mornarice nad nastajajočimi konkurenti.
Pojav nizozemske pomorske sile je bil hiter in izjemen. Leta so se nizozemski mornarji udeleževali portugalskih potovanj na vzhod, kot sposobni pomorščaki in navdušeni izdelovalci zemljevidov. Leta 1592 so Cornelisa de Houtmana poslali nizozemski trgovci v Lizbono, da bi zbral čim več informacij o začimbnih otokih. Leta 1595 je trgovec in raziskovalec Jan Huyghen van Linschoten, ki je veliko potoval po Indijskem oceanu v službi Portugalcev, objavil potovalno poročilo v Amsterdamu, Reys-gheschrift vande navigatien der Portugaloysers in Orienten (Poročilo potovanja z navigacijo Portugalcev na vzhod) . To je vključevalo obsežne napotke za navigacijo med Portugalsko in Vzhodno Indijo ter Japonsko. Istega leta je Houtman sledil tem smernicam v prvem nizozemskem raziskovalnem potovanju, ko je odkrilo novo morsko pot neposredno iz Madagaskarja v Sundski preliv v Indoneziji in podpisal pogodbo z bantenskim sultanom.
Nizozemski in britanski interesi, ki so imeli nove podatke, so privedli do gibanja komercialne širitve in ustanovitve angleških (1600) in nizozemskih (1602) zakupljenih podjetij. Nizozemci, Francozi in Angleži so poslali ladje, ki so kršile portugalski monopol, osredotočene predvsem na obalna območja, kjer se niso mogli braniti pred tako obsežnim in razpršenim poslom.

### Raziskovanje Severne Amerike
Angleška ekspedicija 1497, ki jo je vodil Benečan Giovanni Caboto, je bila prva v nizu francoskih in angleških misij, ki so raziskovale Severno Ameriko. Španija je vložila omejena prizadevanja za raziskovanje severnega dela Amerike, saj so bili njeni viri koncentrirani v Srednji in Južni Ameriki, kjer je bilo najdenega več bogastva. Te ekspedicije so upale, da bodo našle oceanski severozahodni prehod do azijske trgovine. Ta ni bil odkrit, vendar so bile odkrite druge možnosti. V začetku 17. stoletja so se kolonisti iz številnih severnoevropskih držav začeli naseljevati na vzhodni obali Severne Amerike. Leta 1520–1521 je Portugalec João Álvares Fagundes, skupaj pari iz celinske Portugalske in Azorov, raziskal Novo Fundlandijo in Novo Škotsko (morda do zaliva Fundy v Minasovi kotlini) in ustanovil ribiško kolonijo na otoku Cape Breton, ki bo trajala vsaj do 1570-ih ali blizu konca stoletja. 
Leta 1524 je Italijan Giovanni da Verrazzano odplul na zahtevo Franca I., ki je bil motiviran z ogorčenjem nad delitvijo sveta med Portugalce in Špance. Verrazzano je raziskoval atlantsko obalo Severne Amerike, od Južne Karoline do Nove Fundlandije in je bil prvi zapisan Evropejec, ki je obiskal to, kar bo kasneje postalo kolonija Virginia in Združene države. Istega leta je portugalski kartograf Estevão Gomes, ki je plul v floti Ferdinanda Magellana, raziskoval Novo Škotsko, jadral južno skozi Maine, kjer je vstopil v pristanišče New York, reko Hudson in avgusta 1525 dosegel Florido. Rezultat te ekspedicije je leta 1529 nastal odličen zemljevid Dioga Ribeira, ki opisuje vzhodno obalo Severne Amerike skoraj popolno. Od leta 1534 do 1536 je bil francoski raziskovalec Jacques Cartier, za katerega verjamejo, da je spremljal Verrazzana v Novo Škotsko in Brazilijo, prvi Evropejec, ki je potoval v notranjost Severne Amerike in opisal zaliv svetega Lovrenca in ga poimenoval »dežela Kanade«, irokeško ime, za kar trdijo, da je zdaj Kanada za Franca I..
Evropejci so raziskovali pacifiško obalo od sredine 16. stoletja. Francisco de Ulloa je raziskal pacifiško obalo današnje Mehike, vključno z Kalifornijskim zalivom, in dokazal, da je Baja California polotok.  Kljub odkritjem je mit, da je bila Kalifornija otok, v Evropi ostal. Njegov zapis je zagotovil prvo zapisano uporabo imena "Kalifornija". João Rodrigues Cabrilho, portugalski navigator, ki je plul za špansko krono, je bil prvi Evropejec, ki je stopil v Kalifornijo, pristal 28. septembra 1542 na obali zaliva San Diego in zahteval Kalifornijo za Španijo. Prav tako je pristal na San Miguelu, enem od Kanalskih otokov in nadaljeval do Point Reyesa. Po njegovi smrti je posadka nadaljevala raziskovanje daleč na severu v Oregon.
Angleški poveljnik mornarice Francis Drake je plul ob obali leta 1579 nekje severno od Cabrillovega mesta pristanka - dejanska lokacija Drakovega pristanka je bila skrivnostna in še vedno ni določena  - in zahteval ozemlje za Anglijo , imenovano Nova Albion. Izraz "Nova Albion" je bil zato uporabljen na številnih evropskih zemljevidih za označevanje ozemlja severno od španskih naselij, danes kontinentalno območje severno od Mehike.
Med letoma 1609 in 1611, po več potovanjih v imenu angleških trgovcev za raziskovanje perspektivnega severovzhodnega prehoda v Indijo, je Anglež Henry Hudson pod pokroviteljstvom nizozemske Vzhodnoindijske družbe (VOC) raziskal regijo okoli današnjega New Yorka. Medtem ko je iskal zahodno pot v Azijo je raziskoval reko Hudson in postavil temelje nizozemski kolonizaciji regije. Hudsonova zadnja odprava je potekala še bolj severno v iskanju severozahodnega prehoda, kar je privedlo do njegovega odkritja Hudsonovega preliva in Hudsonovega zaliva. Po prezimovanju v zalivu James je Hudson poskušal nadaljevati s potovanjem spomladi leta 1611, vendar se je njegova posadka uprla in ga izkrcala in prepustila toku.

### Iskanje severne poti
Francija, Nizozemska in Anglija so ostale brez morske poti v Azijo, preko Afrike ali Južne Amerike. Ko je postalo jasno, da ni poti skozi srce Amerik, se je pozornost usmerila na možnost prehoda skozi severne vode, ki so ga Angleži imenovali Severozahodni prehod. Želja po vzpostavitvi takšne poti je spodbudila velik del evropskega raziskovanja obeh obal Severne Amerike in Rusije. V Rusiji je zamisel o možni pomorski poti, ki povezuje Atlantik in Pacifik, prvič predstavil diplomat Dmitry Gerasimov leta 1525, čeprav so ruski naseljenci na obali Belega morja, Pomori, raziskovali dele poti že v času 11. stoletja.
Leta 1553 je londonskega podjetja Merchant Adventurers to New Lands poslalo angleškega raziskovalca Hugha Willoughbyja z glavnim pilotom Richardom Chancellorjem s tremi plovili iskat prehod. Med potovanjem po Barentsovem morju je Willoughby mislil, da na severu vidi otoke in jih imenoval Willoughbyjeva dežela, ki sta jih leta 1640 objavila na karti Plancius in Mercator. Plovila so bila ločena z "groznimi vrtinci" v Norveškem morju in Willoughby je odplul v zaliv blizu sedanje meje med Finsko in Rusijo. Njegove ladje z zamrznjenimi posadkami, vključno s kapetanom Willoughbyjem in njegovim dnevnikom, so ruski ribiči našli leto pozneje. Richard Chancellor je moral spustiti sidro v Belem morju in se potepati po kopnem do Moskve in dvora Ivana Groznega, odprl trgovino z Rusijo in podjetje Merchant Adventurers to New Lands je postalo Muscovy Company (rusko Moskovskaya kompaniya).

### Barentsova arktična raziskovanja
5. junija 1594 se je nizozemski kartograf Willem Barents iz Texela odpravil s floto treh ladij in vplul v Karsko morje z upanjem, da bo našel severovzhodni prehod nad Sibirijo. Na otoku Williams je posadka prvič naletela na severnega medveda. Uspelo jim ga je pripeljati na krov, vendar se je medved uprl in bil ubit. Barents je prišel do zahodne obale Nove dežele in nadaljeval proti severu, preden je bil prisiljen obrniti pred velikimi ledenimi gorami.
Naslednje leto ga je princ Mavricij Oranski  imenoval za glavnega pilota nove ekspedicije šestih ladij, natovorjenih s trgovskimi izdelki, ki so jih Nizozemci upali prodati na Kitajsko. Naleteli so na Samojede "divje ljudstvo", vendar so sčasoma spet odkrili, da je Karsko morje zamrznjeno. Leta 1596 so državniki ponudili visoko nagrado vsakomur, ki bi uspešno bašel severovzhodni prehod. Mestni svet Amsterdama je kupil in opremil dve majhni ladji, ki sta jih vodila kapitana Jan Rijp in Jacob van Heemskerk pod Barentsovim poveljstvom, da bi poiskali ta poseben kanal. Začeli so maja, junija pa so odkrili Medvedji otok in Spitsberge, ko so opazovali njihovo severozahodno obalo. Videli so velik zaliv, pozneje imenovan Raudfjorden in vstopili v Magdalenefjorden, ki so ga poimenovali Tusk Bay in pluli v severni vhod Forlandsundeta, ki so ga poimenovali Keerwyck, vendar so se bili prisiljeni vrniti zaradi plitvine. 28. junija so zaokrožili severno točko Prins Karls Forland, ki so jo imenovali Vogelhoek, zaradi velikega števila ptic in odpluli proti jugu, mimo Isfjordena in Bellsunda, ki sta bili označena na Barentsovi karti kot Grooten Inwyck in Inwyck.
Ladje so 1. julija spet dosegle Medvedji otok, kar je privedlo do nesoglasja. Odpeljali so se z Barentsom, ki je nadaljeval proti severovzhodu, medtem ko se je Rijp odpravil proti severu. Barents je prišel do Nove dežele in se, da bi se izognil ujetju v led, odpravil v Vaigatchov preliv, vendar se je zataknil ob ledenih gorah in ledenih ploščah. Posadka je bila prisiljena preživeti zimo na ledu. Uporabila je les iz svoje ladje za gradnjo koče, ki so jo imenovali Het Behouden Huys. Ubadali so se z ekstremnim mrazom, uporabili so trgovske tkanine za izdelavo dodatnih odej in oblačil ter lovili lisice s primitivnimi pastmi in severne medvede. Ko je prišel junij in led še ni popustil oprijema ladij, so preživeli dali dva majhna čolna v morje. Barents je umrl na morju 20. junija 1597, medtem ko je študiral karte. Trajalo je še sedem tednov, da so čolni dosegli polotok Kola, kjer jih je rešila ruska trgovska ladja. Samo 12 članov posadke je novembra prišlo v Amsterdam. Dva člana Barentsove posadke sta kasneje objavila svoje zapiske, Jan Huyghen van Linschoten, ki ga je spremljal na prvih dveh potovanjih in Gerrit de Veer, ki je bil zadnji ladijski tesar.
Leta 1608 je Henry Hudson naredil še en poskus, ko je poskušal prečkati vrh Rusije. Prišel je do Nove dežele, vendar se je moral vrniti. Med leti 1609 in 1611 je Hudson po več potovanjih v imenu angleških trgovcev raziskal perspektivno severno morsko pot v Indijo in raziskal regijo okrog sodobnega New Yorka, medtem ko je iskal zahodno pot v Azijo pod okriljem nizozemske vzhodnoindijske družbe.

### Nizozemska Avstralija in Nova Zelandija
Terra Australis Ignota (Neznana dežela juga) je bil hipotetičen kontinent, ki se je pojavil na evropskih zemljevidih od 15. do 18. stoletja, s koreninami v Aristotelovem zapisu. Upodobljena je bila na Dieppeovih kartah sredi 16. stoletja, kjer se je njena obala pojavila južno od otokov vzhodne Indije; Pogosto je bila razčlenjena, z bogato fiktivnimi podrobnostmi. Odkritja so zmanjšala območje, na katerem je bilo mogoče najti celino; vendar pa so številni kartografi obdržali Aristotelovo mnenje, kot sta Gerardus Mercator (1569) in Alexander Dalrymple celo do leta 1767, ko so zagovarjali njen obstoj s takimi argumenti, da bi morala biti velika kopenska masa na južni polobli kot protiutež severni polobli. Ko so bile odkrite nove dežele, so pogosto domnevali, da so del tega hipotetičnega kontinenta.
Juan Fernandez, ki je plul iz Čila leta 1576, je trdil, da je odkril južno celino. Luis Váez de Torres, galicijski navigator, ki je delal za špansko krono, je dokazal obstoj prehoda južno od Nove Gvineje, zdaj znan kot Torresov preliv. Pedro Fernandes de Queirós, portugalski navigator, ki je plul za špansko krono, je leta 1606 videl velik otok južno od Nove Gvineje, ki ga je imenoval La Australia del Espiritu Santo. To je predstavljal španskemu kralju kot Terra Australis incognita. Pravzaprav ni bila Avstralija, ampak otok v današnjem Vanuatuju.
Nizozemski navigator in kolonialni guverner, Willem Janszoon, je 18. decembra 1603, kot kapitan ladje Duyfken (ali Duijfken, kar pomeni 'Mala golobica'), ena od dvanajstih ladij velike flote Stevena van der Hagena, odpotoval iz Nizozemske proti Vzhodni Indiji. Ko je bil v Indiji, je bil Janszoon poslan, da bi poiskal druge trge, zlasti v »veliki deželi Nova Gvineja in drugih vzhodnih in južnih krajih«. 18. novembra 1605 je Duyfken odplul iz Bantema do obale zahodne Nove Gvineje. Janszoon je nato prečkal vzhodni del Arafurskega morja, ne da bi videl Torresov preliv, v Carpentarijski zaliv. 26. februarja 1606 je pristal v reki Pennefather na zahodni obali polotoka Cape York v Queenslandu, blizu današnjega mesta Weipa. To je prvi zabeleženi evropski pristanek na avstralski celini. Janszoon je nadaljeval s kartiranjem okoli 320 kilometrov obale, za katero je mislil, da je južni podaljšek Nove Gvineje. 
Leta 1615 sta Jacob le Maire in Willem Schouten zaokrožila Rt Horn in dokazala, da je Tierra del Fuego relativno majhen otok.
Leta 1642–1644 je Abel Tasman, tudi nizozemski raziskovalec in trgovec v službi Nizozemske Vzhodnoindijske družbe, obkrožil Novo Holandijo in dokazal, da Avstralija ni bila del mitske južne celine. Bil je prva znana evropska ekspedicija, ki je dosegla otoke Van Diemenove dežele (današnja Tasmanija) in Novo Zelandijo in si ogledal Fidži, kar je bilo leta 1643. Tasman, njegov navigator Visscher in njegov trgovec Gilsemans so zrisali tudi velike dele Avstralije, Nove Zelandije in pacifiških otokov.

## Rusko raziskovanje Sibirije (1581–1660)
Sredi 16. stoletja je Rusko carstvo osvojilo tatarska kanata Kazan in Astrahan, tako pridobilo celotno Povolžje in si odprlo pot za Ural. Kolonizacijo novih vzhodnih dežel Rusije in nadaljnji napad na vzhod so vodili bogati trgovci Stroganovi. Car Ivan IV. je podelil ogromne posesti v bližini Urala in davčne privilegije Anikeyu Stroganovu, ki je organiziral obsežne selitve v te dežele. Stroganovi so razvili kmetovanje, lov, solinarstvo, ribolov in rudarstvo na Uralu ter vzpostavili trgovino s sibirskimi plemeni.

### Zavzetje Sibirskega kanata
Okoli leta 1577 so Semyon Stroganov in drugi sinovi Anikeya Stroganova najeli kozaškega vodjo po imenu Jermak, da bi zaščitil njihovo deželo pred napadi sibirskega kana Kučuma. Do leta 1580 so Stroganovi in Jermak prišli na idejo o vojaški odpravi v Sibirijo, da bi se borili proti Kučumu na njegovi zemlji. Leta 1581 je Jermak začel svoje potovanje v globine Sibirije. Po nekaj zmagah nad kanovo vojsko so Jermakovi ljudje v tridnevni bitki na rtu Čuvaš leta 1582 premagali glavne sile Kučuma na reki Irtiš. Ostanki kanove vojske so se umaknili v stepo in tako je Jermak zajel Sibirski kanat, vključno s prestolnico Qashliq v bližini sodobnega Tobolska. Kučum je bil še vedno močan in je nenadoma napadel Jermaka leta 1585 v temni noči in ubil večino njegovih ljudi. Jermak je bil ranjen in poskušal plavati čez reko Vagaj (pritok Irtiša), vendar se je utopil pod težo svoje verižne srajce. Kozaki so se morali povsem umakniti iz Sibirije, toda zahvaljujoč Jermakovim raziskavam vseh glavnih rečnih poti v Zahodni Sibiriji so Rusi le nekaj let kasneje uspešno zasedli vsa njegova osvajanja.
Jermak Timofejevič in njegova skupina avanturistov je prečkala Uralsko gorovje pri Tagilu, in vstopila v Azijo iz Evrope.

### Sibirske rečne poti
V začetku 17. stoletja so se gibanja Rusov proti vzhodu upočasnila zaradi notranjih težav v državi. Toda zelo kmalu se je nadaljevalo raziskovanje in kolonizacija velikih ozemelj Sibirije, ki so jo v glavnem vodili Kozaki, ki so iskali dragoceno krzno in slonovino. Ker so Kozaki prihajali iz južnega Urala, je drugi val Rusov prišel iz Arktičnega oceana. To so bili Pomori iz ruskega severa, ki so že dolgo časa trgovali s krznom v Mangazeji na severu Zahodne Sibirije. Leta 1607 je bila na severu reke Jenisej, blizu ustja s Spodnjo Tungusko, ustanovljeno naselje Turuhansk, leta 1619 pa je bil na jezeru v ustju Zgornje Tunguske ustanovljena Jenisejska utrdba.
Med letoma 1620 in 1624 je skupina lovcev na krzno pod vodstvom Demida Pjande zapustila Turuhansk in raziskala približno 2301 kilometer dolgo Spodnjo Tungusko, in prezimili v bližini rek Viljuj in Lena. Po kasnejših legendarnih pripovedih (ljudske pravljice, zbrane stoletje po tem), je Pjanda odkril reko Leno. Trdil je, da je raziskal kakih 2414 kilometrov njene dolžine, pri čemer naj bi prišel do osrednje Jakutije. Vrnil se je do Lene, dokler ni postala preveč kamnita in plitva in se prebil proti reki Angari. Na ta način je lahko Pjanda postal prvi Rus, ki je srečal Jakute in Burjate. Zgradil je nove čolne in raziskal kakšnih 870 kilometrov Angare, končno je prišel v Jenisejsk in odkril, da sta Angara (Burjatsko ime) in Zgornja Tunguska (Verhnjaja Tunguska, kot so jo sprva poznali Rusi) ena in ista reka.
Leta 1627 je bil Peter Beketov imenovan Jenisejski vojvoda v Sibiriji. Uspešno je izvedel potovanje za pobiranje davkov v Zabajkaljsko Burjatov in postal prvi Rus, ki je stopil v Burjatijo. Ustanovil je prvo rusko naselje, Rybinsky ostrog. Beketov je bil leta 1631 poslan do reke Lene, kjer je leta 1632 ustanovil Jakutsk in poslal svoje Kozake v raziskovanje Aldana in dlje po Leni, da bi ustanovil nove trdnjave in zbral davke. 
Jakutsk se je kmalu spremenil v pomembno izhodišče za nadaljnje ruske odprave proti vzhodu, proti jugu in proti severu. Maksim Perfiljev, ki je bil prej eden od ustanoviteljev Jenisejska, je leta 1631 ustanovil Bratski ostrog na Angari, leta 1638 pa je postal prvi Rus, ki je stopil v Transbajkalsko in tja potoval iz Jakutska.
Leta 1643 je Kurbat Ivanov vodil skupino Kozakov iz Jakutska na jug Bajkalskega gorovja in odkril Bajkalsko jezero ter obiskal otok Olhon. Kasneje je Ivanov naredil prvo karto in opis Bajkala.

### Rusi dosežejo Tihi ocean
Leta 1639 je ruska skupina raziskovalcev pod vodstvom Ivana Moskvitina postala prva, ki je prišla do Tihega oceana in odkrila Ohotsko morje, potem ko so zgradili zimski tabor na obali reke Ulje. Kozaki so se od domačinov učili o veliki reki Amur na jugu. Leta 1640 so očitno odpluli proti jugu, raziskovali jugovzhodne obale Ohotskega morja, morda so prišli do ustja reke Amur in verjetno na poti nazaj odkrili Šantarske otoke. Na podlagi Moskvitinovega zapisa je Kurbat Ivanov leta 1642 narisal prvi ruski zemljevid Daljnega vzhoda.
Leta 1643 je Vasilij Pojarkov prečkal hribovje Stanovoj in dosegel zgornji tok reke Zeja v deželi Daurjev, ki so plačevali davek Mandžurcem. Po prezimovanju je leta 1644 Poyarkov odšel vzdolž reke Zeja in postal prvi Rus, ki je dosegel reko Amur. Odpeljal se je po njej in končno odkril ustje te velike reke iz kopnega. Ker so njegovi Kozaki izzvali sovraštvo domačinov, je Pojarkov izbral drugačno pot nazaj. Zgradili so čolne in leta 1645 pluli ob obali Ohotskega morja do reke Ulje in naslednjo zimo preživeli v kočah, ki jih je zgradil Ivan Moskvitin šest let prej. Leta 1646 so se vrnili v Jakutsk.
Leta 1644 je Mihail Stadukhin odkril reko Kolimo in ustanovil Srednekolimsk. Trgovec Fedot Aleksejev Popov je organiziral nadaljnjo ekspedicijo proti vzhodu, Semjon Ivanovič Dežnjov pa je postal kapetan enega od kohov (posebne vrste jadrnica, zasnovana in uporabljena v Rusiji za potovanja v ledenih razmerah arktičnih morij). Leta 1648 so iz Srednekolimska odpluli do Arktike in čez nekaj časa zaokrožili rt Dežnjov in tako postali prvi raziskovalci, ki so šli skozi Beringov preliv in odkrili Čukotsko in Beringovo morje. Vsi njihovi kohi in večina njihovih mož (vključno s samim Popovom) so bili izgubljeni v neurjih in spopadih z domačini. Majhna skupina, ki jo je vodil Dežnjov, je prispela do ustja reke Anadir in leta 1649 odplula, ko je iz razbitin zgradila nove čolne. Ustanovili so Anadirsk in se tam naselili, dokler jih ni našel Staduhin, ki je prihajal iz Kolime po kopnem. Kasneje se je Staduhin leta 1651 odpravil na jug in odkril Penžinski zaliv na severni obali Ohotskega morja. Morda je raziskal tudi zahodne obale Kamčatke.
Leta 1649–50 je Jerofej Pavlovič Habarov postal drugi Rus, ki je raziskoval reko Amur. Skozi reke  Oljokmo, Tungur in Šilska je prišel do reke Amur, vrnil se je v Jakutsk in nato nazaj do Amurja z večjo silo leta 1650–53. Tokrat se je srečal z oboroženim uporom. Zgradil je zimske prostore v Albazinu, nato je odplul po Amurju in ustanovil Ahansk, ki je predhodnik današnjega Habarovska, ko je na svoji poti premagal ali se izogibal velikim vojskam kitajskih in korejskih transbajkalskih Mandžurcev. Reko Amur je opisal v delu Opis reke Amur. Kasneje so se Rusi zadrževali v regiji Amur do leta 1689, ko je bilo to ozemlje po Nerčinskem sporazumu dodeljeno kitajskemu imperiju (vrnila pa jo je Aigunska pogodba leta 1858).
Leta 1659–65 je bil Kurbat Ivanov naslednji vodja Anadirskega ostroga po Semjonu Dežnjovu. Leta 1660 je odplul iz zaliva Anadir do Rta Dežnjov. Na svojih zgodnjih pionirskih kartah je Ivanov zaslužen za izdelavo zgodnjega zemljevida Čukotkega polotoka in Beringovega preliva, in je bil prvi, ki je pokazal na papirju (zelo shematsko) še neodkrit Vranglov otok, oba Diomedova otoka in Aljasko, na podlagi zbranih podatkov domačinov.
Tako so Rusi sredi 17. stoletja postavili meje svoje države blizu današnjih in raziskali skoraj celotno Sibirijo, razen vzhodne Kamčatke in nekaterih območij severno od polarnega kroga. Kasneje bi osvojitev Kamčatke dosegel v začetku 17. stoletja Vladimir Atlasov, medtem ko bi odkritje arktične obale in Aljaske dokončala velika severna ekspedicija leta 1733–1743.

## Globalni vpliv
Evropska čezmorska ekspanzija je privedla do stika med starim in novim svetom, kar je sprožilo kolumbovsko izmenjavo, imenovano po Kolumbu. Gre za prenos blaga, ki je edinstveno za eno poloblo v drugo. Evropejci so v Novi svet pripeljali govedo, konje in ovce, iz Novega sveta pa pripeljali tobak, krompir in koruzo. Drugi elementi, ki so postali pomembni v svetovni trgovini, so bili pridelki sladkornega trsa in bombaža v Amerikah ter zlato in srebro, ki sta bila prinesena iz Amerik ne le v Evropo, temveč tudi drugam po starem svetu.
Nove transoceanske povezave in njihova dominacija s strani evropskih sil so pripeljale do obdobja imperializma, kjer so evropske kolonialne sile obvladovale večino planeta. Evropski apetit za trgovino, blago, imperij in sužnje je močno prizadel številna druga območja sveta. Španija je sodelovala pri uničevanju starih imperijev v Amerikah, da bi jih nadomestila s svojim in prisilno pokristjanjevala. Vzorec teritorialne agresije so ponovili tudi drugi evropski imperiji, predvsem nizozemski, ruski, francoski in britanski. Krščanstvo je nadomestilo starejše 'poganske' obrede, kakor tudi nove jezike, politične in spolne kulture, na nekaterih območjih, kot so Severna Amerika, Avstralija, Nova Zelandija in Argentina, pa so domorodna ljudstva zlorabljali in jih odpeljali iz večine njihovih ozemelj v majhne rezervate. 
Podobno so v obalni Afriki lokalne države zagotavljale apetit evropskim trgovcem s sužnji in spreminjale podobo obalnih afriških držav in bistveno spremenile naravo afriškega suženjstva, kar je vplivalo na družbo in gospodarstvo. 
Med Evropejci in domačini je bilo veliko sporov. Evropejci so imeli veliko prednosti pred domačini. Prinesli so jim bolezni, ki jim prej niso bili izpostavljeni, kar je zbrisalo 50–90 % njihovega prebivalstva.
V 16. stoletju so v Afriko uvedli koruzo in manioko. Zdaj so pomembna osnovna živila, ki nadomeščajo avtohtone afriške rastline. Alfred W. Crosby je domneval, da je večja pridelava koruze, manioke in drugih novih rastlin v Novem svetu povzročila večje koncentracije prebivalstva na območjih, kjer so bili žrtve sužnji.
V gospodarstvu Kitajske iz 16. stoletja je dinastijo Ming spodbudila trgovina s Prtugalci, Španci in Nizozemci. Kitajska se je vključila v novo svetovno trgovino z blagom, rastlinami, živalmi in živilskimi pridelki, znanimi kot kolumbovska izmenjava. Trgovanje z evropskimi silami in Japonci je prineslo ogromne količine srebra, ki je nato nadomestilo bakrene in papirne bankovce kot skupno sredstvo za izmenjavo na Kitajskem. V zadnjih desetletjih Mingov se je tok srebra na Kitajsko močno zmanjšal, kar je spodkopalo državne prihodke in celo celotno gospodarstvo. To škodo za gospodarstvo so še dodatno okrepili učinki začetne majhne ledene dobe na kmetijstvo, naravne nesreče, propad pridelkov in nenadne epidemije. Posledica porušenja oblasti in preživetja ljudi je omogočila uporniškim voditeljem, kot je Li Zicheng, da so zamenjali dinastijo Ming.
Novi pridelki, ki so v Azijo prišli iz Amerik prek španskih kolonizatorjev v 16. stoletju, so prispevali k rasti prebivalstva v Aziji. Čeprav je bila večina uvoza na Kitajsko srebro, so Kitajci kupili tudi nove pridelke iz španskega imperija. To je bil sladki krompir, koruza in arašidi, živila, ki so jih lahko gojili na območjih, kjer tradicionalni kitajski posevki - pšenica, proso in riž - niso mogli rasti, kar je omogočilo povečanje prebivalstva Kitajske.  V dinastiji Song (960–1279) je riž postal glavni pridelek revnih, po uvedbi sladkega krompirja na Kitajsko okoli leta 1560, je postopoma postal tradicionalna hrana nižjih slojev.
Prihod Portugalcev na Japonsko leta 1543 je začetek trgovanja z Nanbanom. Japonci so sprejeli več tehnologij in kulturnih praks, kot so arkebuza, evropski slog jahanja, evropske ladje, krščanstvo, dekorativna umetnost in jezik. Ko so Kitajci prepovedali neposredno trgovino kitajskim trgovcem z Japonsko, so Portugalci ta komercialni vakuum zapolnili kot posredniki med Kitajsko in Japonsko. Portugalci so kupili kitajsko svilo in jo prodali Japoncem v zameno za japonsko srebro; ker je bilo srebro na Kitajskem bolj cenjeno, so Portugalci lahko uporabili japonsko srebro za nakup še večjih zalog kitajske svile. Vendar pa je leta 1573 - po tem, ko so Španci ustanovili trgovsko bazo v Manili - portugalsko posredniško trgovanje zamrlo.
Italijanski jezuit Matteo Ricci (1552–1610) je bil prvi Evropejec v Prepovedanem mestu. Kitajsko je naučil, kako zgraditi in igrati spinet, prevajal kitajska besedila v latinščino in obratno ter tesno sodeloval s svojim kitajskim sodelavcem Xu Guangqijem (1562–1633) pri matematičnem delu.

### Ekonomski vpliv v Evropi
Ker je na evropske trge po morju vstopalo večje število svetovnih luksuznih surovin, so prejšnji evropski trgi za luksuzno blago stagnirali. Atlantska trgovina je v veliki meri izrinila že obstoječe italijanske in nemške trgovske sile, ki so se zanašale na baltske, ruske in islamske trgovinske povezave. Nove surovine so tudi povzročile družbene spremembe, saj so sladkor, začimbe, svila in porcelan vstopili na luksuzne trge Evrope.
Evropski gospodarski center se je preusmeril iz Sredozemlja v zahodno Evropo. Mesto Antwerpen, del Vojvodine Brabant, je postal »središče celotnega mednarodnega gospodarstva« in najbogatejše mesto v Evropi v tem času. Najprej je bila v Antwerpnu, nato pa v Amsterdamu, »nizozemska zlata doba« tesno povezana z dobo odkritij. Francesco Guicciardini, beneški odposlanec, je izjavil, da bo čez dan Antwerpen prešlo na stotine ladij, vsak teden pa je v mesto vstopilo 2000 voz. Portugalske ladje, natovorjene s poprom in cimetom, bi raztovorile svoj tovor. Z mnogimi tujimi trgovci, ki so živeli v mestu in ki jih je upravljala oligarhija bankirskih aristokratov, ki so prepovedali trgovino, je bilo gospodarstvo Antwerpna pod nadzorom tujcev, zaradi česar je bilo mesto zelo mednarodno, s trgovci in prodajalci iz Benetk, Dubrovnika, Španije in Portugalske in politika strpnosti je pritegnila veliko judovsko skupnost. Mesto je doživelo tri obdobja razcveta v svoji zlati dobi, prvo s trgom popra, drugo, ko je začelo iz Novega sveta prihajati srebro preko Sevilje (kar se je končalo s stečajem Španije leta 1557) in tretji razcvet, po pogodbi iz Cateau-Cambresis leta 1559, na podlagi tekstilne industrije.
Kljub začetnim sovražnostim so leta 1549 Portugalci pošiljali letne trgovske misije na otok Šangčuan na Kitajskem. Leta 1557 so uspeli prepričati Mingov dvor, da se dogovori o pravni pogodbi o pristanišču, ki bi Macau postavil kot uradno portugalsko trgovinsko kolonijo. Portugalski redovnik Gaspar da Cruz (ok. 5. februar 1520 - 1570) je napisal prvo popolno knjigo o Kitajski in dinastiji Ming, ki je bila objavljena v Evropi; vključevala je informacije o geografiji, pokrajinah, licenčninah, uradniškem razredu, birokraciji, ladijskem prometu, arhitekturi, kmetovanju, obrtništvu, trgovskih zadevah, oblačilih, verskih in družbenih navadah, glasbi in instrumentih, pisanju, izobraževanju in pravu. 
Iz Kitajske so bili glavni izvoz svila in porcelan, prilagojeni evropskim okusom. Kitajski izvozni porcelan je bil v Evropi tako ugleden, da je v Angliji postala beseda kitajska sinonim za porcelan. Kraak porcelan (za katerega velja, da je dobil ime po portugalskih ladjah karakah, s katerimi je bil prepeljan) je bil med prvimi kitajskimi izdelki, ki so v Evropo prišli v velikih količinah. Ta zgodnji uvoz so si lahko privoščili samo najbogatejši, kraak pa se pogosto pojavlja v nizozemskih slikarskih delih. Kmalu je nizozemska Vzhodnoindijska družba vzpostavila živahno trgovino z Vzhodom, saj je med letoma 1602 in 1682 uvozila 6 milijonov porcelanskih izdelkov iz Kitajske v Evropo. Kitajska izdelava je navdušila mnoge. Med 1575 in 1587 je bil Medičejski porcelan iz Firenc prvi uspešen poskus posnemanja kitajskega porcelana. Čeprav nizozemski lončarji niso takoj posnemali kitajskega porcelana, so ga začeli oponašati, ko je bila oskrba z Evropo prekinjena, po smrti cesarja Wanlija leta 1620. Kraak, predvsem modri in beli porcelan, so posnemali lončarji po vsem svetu, v Ariti, Japonski in Perziji - kamor so se nizozemski trgovci obrnili, ko je padla dinastija Ming in kitajski originali niso bili na voljo - in na koncu v Delftware. Nizozemski in kasneje angleški Delftware, ki so ga navdihnili kitajski modeli, je vztrajal od približno leta 1630 do sredine 18. stoletja skupaj z evropskimi vzorci.
Antonio de Morga (1559–1636), španski uradnik v Manili, je navedel obsežen popis blaga, s katerim je Mingova Kitajska trgovala na prelomu od 16. do 17. stoletja, pri čemer je poudaril, da obstajajo »redkosti, če bi jih poimenoval vse, nikoli ne bi končal, niti ne bi imel dovolj papirja za to«. Po opažanju raznolikosti blaga iz svile, s katerim se je trgovalo z Evropejci, je Ebrey zapisal veliko število komercialnih transakcij: v enem primeru je galeon iz španskih ozemelj v Novem svetu prenesel več kot 50.000 parov svilenih nogavic. Kitajska je v zameno uvozila večinoma srebro iz perujskih in mehiških rudnikov, prepeljanih prek Manile. Kitajski trgovci so bili dejavni v teh trgovskih podvigih, mnogi pa so se izselili v kraje, kot so Filipini in Borneo, da bi izkoristili nove komercialne priložnosti.
Povečanje zlata in srebra, ki ga je doživela Španija, je sovpadlo z velikim inflacijskim ciklom znotraj Španije in Evrope, znanem kot revolucija cen. Španija je zbrala velike količine zlata in srebra iz Novega sveta. V 1520-ih se je začelo obsežno pridobivanje srebra iz mehiškega Guanajuata. Z odprtjem rudnikov srebra v Zacatecasu in v Potosiju v Boliviji leta 1546 so velike pošiljke srebra postale pravi vir bogastva. V 16. stoletju je Španija imela 1,5 milijarde ameriških dolarjev (stanje 1990) v zlatu in srebru iz Nove Španije. Habsburški vladarji so bili najmočnejši evropski monarh v času, polnem vojn in verskih konfliktov, ki so bogastvo porabili za vojne in umetnost po Evropi. »Tukaj sem se naučil pregovor«, pravi francoski popotnik leta 1603: »V Španiji je vse drago, razen srebra«. Izrabljeno srebro, ki se je nenadoma razširilo po Evropi, je povzročilo široko inflacijo. Inflacijo so še poslabšali naraščajoče prebivalstvo s statično stopnjo proizvodnje, nizke plače in naraščajoči življenjski stroški, ki so prizadeli lokalno industrijo. Španija je postala vse bolj odvisna od prihodkov, ki so prihajali iz trgovskega imperija v Ameriki, kar je povzročilo prvi stečaj v Španiji leta 1557 zaradi povečanja vojaških stroškov. Filip II. Španski je v letih 1557, 1560, 1575 in 1596 zapadel v dolgove. Povečanje cen zaradi valutnega obtoka je spodbudilo rast komercialnega srednjega razreda v Evropi, buržoazije, ki je vplivala na politiko in kulturo državah.